# Großer Tempel von Ḫattuša

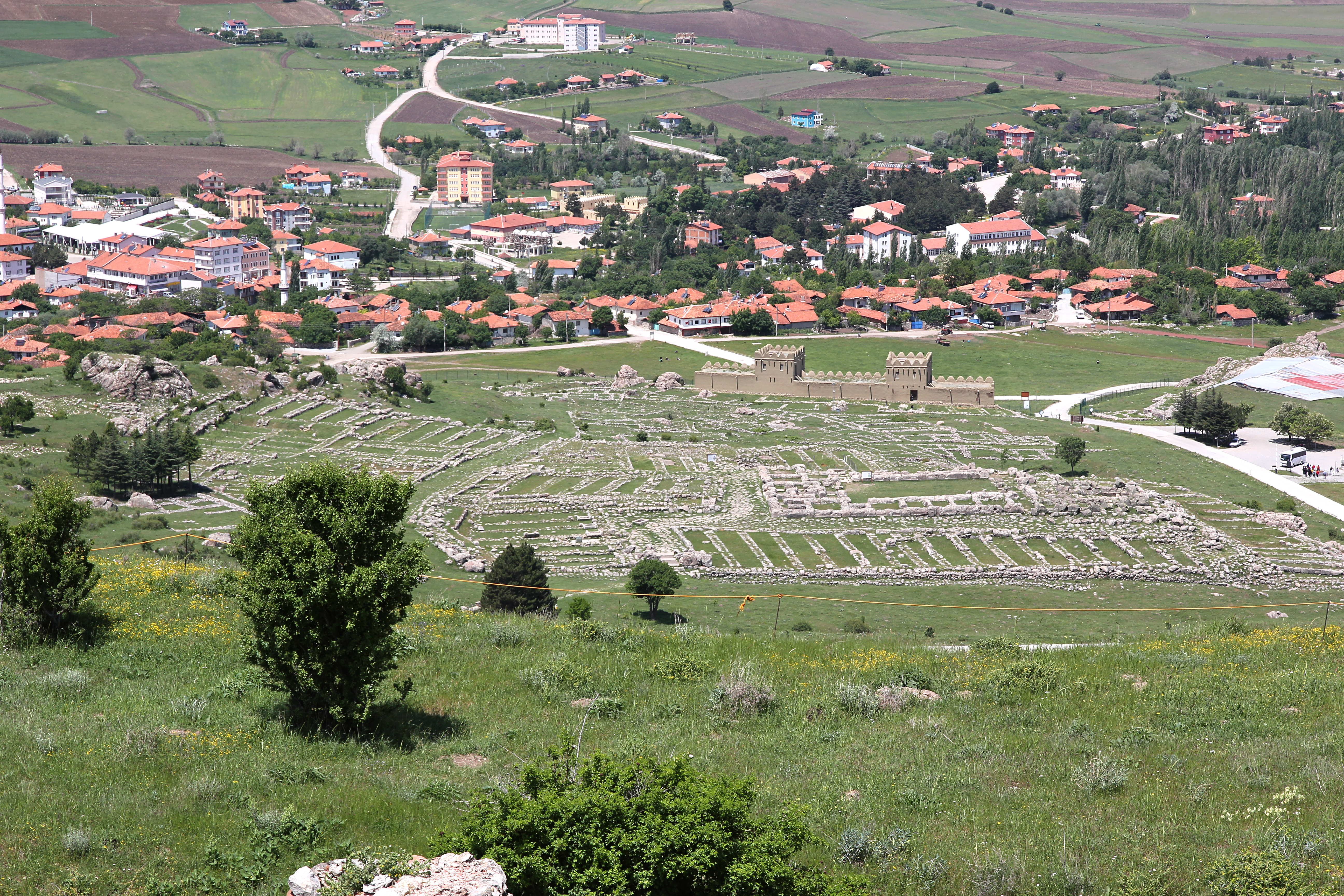
Großer Tempel mit Magazinen, dahinter Wohnbezirk und rekonstruierte Stadtmauer, links Haus der Arbeitsleistung

Der Große Tempel, auch als Tempel 1 bezeichnet, ist ein Tempel in Ḫattuša, der Hauptstadt des altorientalischen Großreichs der Hethiter. Die Stadt liegt im nördlichen Zentralanatolien beim Ort Boğazkale, früher Boğazköy, in der Türkei. Tempel 1 war der größte Tempel der Stadt und gleichzeitig nach dem Tempel des Wettergottes in Kuşaklı der zweitgrößte bisher bekannte des Hethiterreichs. Er lag als einziger der 31 bisher bekannten Tempel von Ḫattuša im Norden des Stadtgeländes in der Unterstadt, dem älteren Stadtbezirk. Er entstand in althethitischer Zeit, nach neuesten Erkenntnissen spätestens im frühen 16. Jahrhundert v. Chr. Mit dem Untergang des Hethiterreiches im 12. Jahrhundert v. Chr. wurden die Stadt und damit auch der Tempel aufgegeben. Wie bei allen Gebäuden der Stadt sind nur die bis zu 1,5 Meter hohen Sockel der Mauern erhalten, das aufgehende Mauerwerk aus Holzfachwerk und Lehmziegeln ist vergangen. Diese Sockel lagen in Teilen bereits bei der Entdeckung der Stadt im 19. Jahrhundert frei. Bemerkenswert ist der Tempel außer durch seine Größe durch das Vorhandensein von zwei Adyta (Allerheiligsten), die sonst nur beim Tempel 5 in der Oberstadt vorkommen. Welchen Gottheiten er gewidmet war, ist unsicher.

## Forschungsgeschichte

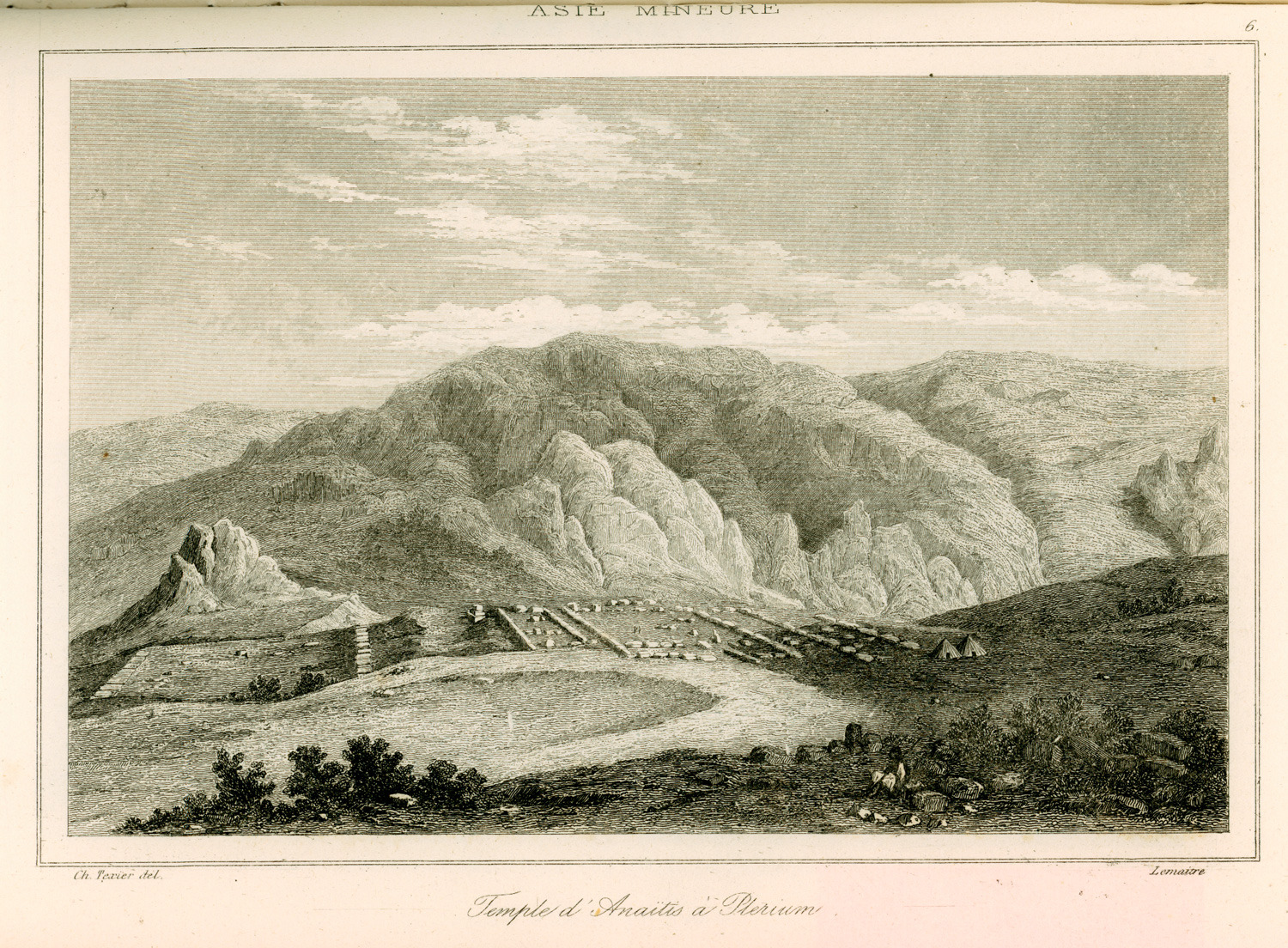
Kupferstich von Augustin François Lemaître nach einer Zeichnung von Charles Texier (1834)

1834 besuchte als erster westlicher Reisender der Franzose Charles Texier den Ort Boğazköy, wo er neben dem Felsheiligtum von Yazılıkaya auch die Ruinen einer Stadt entdeckte, die er für das medische Pteria hielt. Dort sah und zeichnete er auch die nur schwach überwachsenen Reste des Tempels und deutete sie als Tempel der Anaitis. 1836 fertigte William John Hamilton phantasievolle Zeichnungen des Großen Tempels an, er hielt den Ort für Tavium. Die ersten Ausgrabungen unternahm 1893/94 der französische Archäologe Ernest Chantre mit seiner Frau, der den Tempel allerdings als Palast bezeichnete. Er erstellte ebenfalls einen Plan.
Im Jahr 1906 begannen Theodor Makridi vom osmanischen Museum in Istanbul und der deutsche Altorientalist Hugo Winckler mit systematischen Ausgrabungen in Boğazköy. Darauf ordnete Winckler den Ort dem bis dahin nur wenig bekannten Reich der Hethiter zu und identifizierte ihn als dessen Hauptstadt. Im Zuge dieser Arbeiten untersuchten Otto Puchstein und Daniel Krencker ab 1907 im Auftrag des Deutschen Archäologischen Instituts das Tempelareal. Dem Bauforscher Krencker hatte es dabei „nicht darauf ankommen können, das ganze Mauerwerk vollständig von allem Schutte zu säubern, sondern die einzelnen Mauerzüge und die Fußböden nur soweit erforderlich freizulegen.“ Krencker vermaß das Tempelgelände mitsamt den Nebengebäuden und fertigte eine Zeichnung an, nach der laut Puchstein die Pläne von Texier „überholt und, soweit ich sehe, überhaupt nicht mehr zu beachten sind.“ Er begann mit der Beschreibung des Gebäudes, „sie wurde von mir [Puchstein] im Juli vervollständigt.“ Nach einer Unterbrechung durch den Ersten Weltkrieg übernahm 1931 Kurt Bittel die Leitung der Grabungen, die wiederum durch den Zweiten Weltkrieg unterbrochen wurden. In Bittels Grabungszeit wurde eine weitere, umfassendere Zeichnung des Gebiets erstellt, die nun auch die nördlich angrenzenden Wohngebiete bis zur angrenzenden Abschnittsmauer umfasste. Unter dem folgenden Grabungsleiter (1978–1993) Peter Neve wurde der Bereich westlich des Kultraums eingehender untersucht und freigelegt. Dabei bestätigte sich die Annahme, dass der Tempel hier über ein zweites Adyton verfügte, was die Vermutung nahelegte, dass es sich um einen Tempel der zwei hethitischen Hauptgötter, des Wettergottes von Ḫatti und der Sonnengöttin von Arinna handelt. In den folgenden Grabungsjahren hatten Jürgen Seeher zwischen 1994 und 2005 und Andreas Schachner von 2006 bis heute (2023) die Grabungsleitung inne. Unter Schachner wurden durch gezielte Nachgrabungen die Kenntnisse über den Aufbau und die Baugeschichte der Tempelräume und der umgebenden Magazine kontinuierlich erweitert.

## Baugeschichte
Über die Entstehung des Großen Tempels gibt es keine schriftlichen Zeugnisse. Nach archäologischen Erkenntnissen war das Gelände am Anfang des 2. Jahrtausends v. Chr. von Südosten her – vom sogenannten Nordwesthang – mit der Vorgängersiedlung bebaut, zu der auch der vorhethitische Regierungssitz auf Büyükkale gehörte. Daran schloss sich im Norden die Niederlassung der assyrischen Kaufleute, das karum, an. Ab dem 17. Jahrhundert v. Chr. wurde die Stadt von Hethitern besiedelt und ein Herrscher mit Namen (oder dem Titel) Labarna machte den Ort zur Hauptstadt seines Reiches und benannte sich danach Ḫattušili, „der von Ḫattuša“. An der Identität von Labarna und Ḫattušili I. gibt es allerdings Zweifel, möglicherweise war Ḫattušili I. der Nachfolger Labarnas. Am Übergang vom 17. zum 16. Jahrhundert v. Chr. wurde der Bereich im Zuge einer kompletten Neukonzipierung der Unterstadt in der bisherigen Form aufgegeben, der Bau des Tempels begann spätestens im frühen 16. Jahrhundert v. Chr. Über mögliche spätere Bautätigkeiten am Tempelkomplex ist nichts bekannt.
Als im frühen 12. Jahrhundert v. Chr. das hethitische Großreich aus verschiedenen, nicht abschließend geklärten Gründen unterging, wurde auch der Tempel einschließlich der umgebenden Gebäude verlassen. Dass nur auffallend wenige Funde in den Räumen geborgen werden konnten, deutet auf ein geplantes Verlassen hin, wobei danach möglicherweise von den zurückgelassenen Bewohnern die Gebäude geräumt beziehungsweise geplündert wurden. Die einzigen zahlreichen Funde waren Keilschrifttafeln, die für die späteren Bewohner ohne Wert waren. In fast allen Räumen der Magazine außer im Südareal wurden Spuren von Bränden gefunden, die jedoch nicht gleichzeitig gewesen sein müssen. Anzeichen für feindliche Aktionen sind nicht nachzuweisen. Durch diesen Brand waren die Keilschrifttafeln gebrannt, die ursprünglich nur luftgetrocknet waren.

## Beschreibung

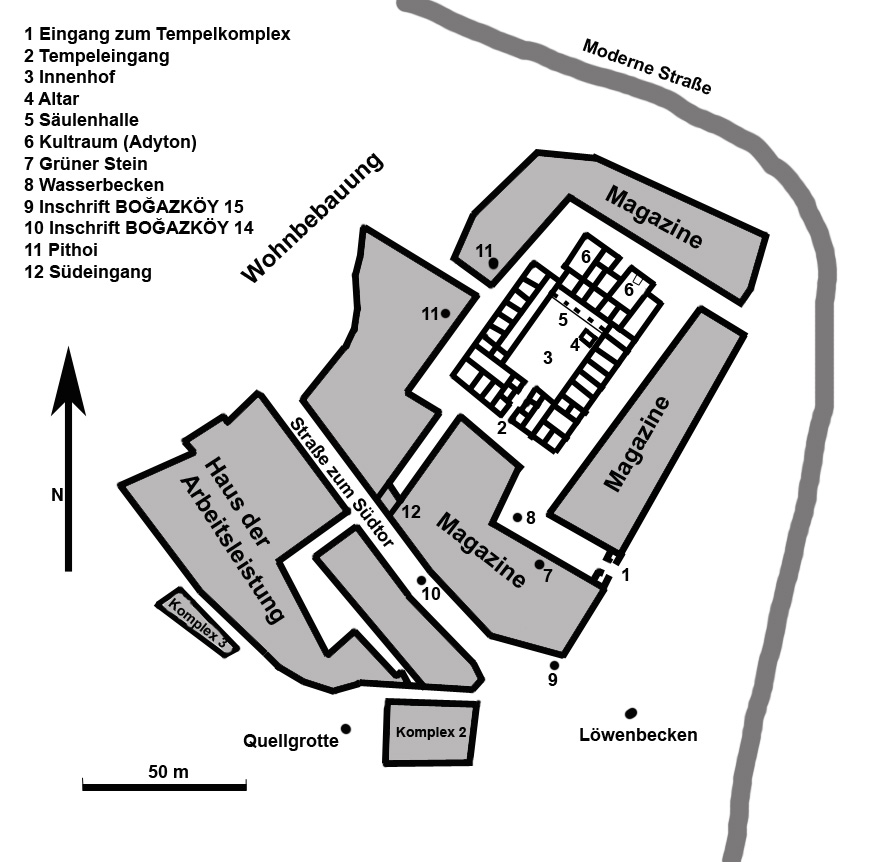
Schematischer Plan des Bezirks des Großen Tempels

Der Tempelkomplex liegt im Norden des Stadtgebiets von Ḫattuša, in der sogenannten Unterstadt, die den älteren Teil der Hauptstadt darstellt. Für den Bau des Tempelkomplexes wurde eine künstliche Terrasse angelegt, die bis zu acht Meter die Umgebung überragt und das nach Norden leicht abschüssige Gelände begradigt. Der Bereich misst von Südwesten nach Nordosten etwa 200 Meter, von Nordwesten nach Südosten 130 Meter. Eine etwa acht Meter breite Straße, die zum sogenannten Südtor in der nördlich des Tempels liegenden Abschnittsmauer führt, teilt den Komplex in zwei Teile. Den nordöstlichen Teil bildet der Tempel mit den ihn umschließenden Magazintrakten, südwestlich der Straße liegt das als Südareal oder Haus der Arbeitsleistung bezeichnete Gebäude. Das nördliche Gebiet mit Tempel und Magazinen betritt man üblicherweise durch den Haupteingang im Südosten. Dort kam ein von der Herrscherresidenz auf Büyükkale kommender Weg an, der ungefähr der modernen Straße entsprach. Der Torbau bestand aus zwei Wächterkammern und einer Pfeilerhalle an der Innenseite. Von dort führt die Tempelstraße zum Eingang des eigentlichen Tempels. Sie umrundet weiter den gesamten Tempel und trennt ihn damit von den Magazinbauten. Ein weiterer, einfacher Torbau findet sich im Südwesten durch die Südmagazine von der Straße zum Südtor her. Peter Neve beschreibt zwei unverschlossene Nebeneingänge im Nordosten sowie im Nordwesten des Areals. Wegen der Aufschüttung des Geländes waren sie über lange Rampen erreichbar. Sie dienten nach Neve vermutlich für den Transport von Tempelgütern und als Eingang der Tempelbediensteten.
Auf der breiten Straße vom Haupteingang zum Tempel passiert der Besucher auf halbem Weg in einem Knick der Straße ein aus Kalkstein gearbeitetes, monolithes Wasserbecken, das in das Straßenpflaster eingelassen ist. Die Pflasterung weist starke Verwerfungen auf, was daher rührt, dass der darunter verlaufende Abwasserkanal eingebrochen ist.

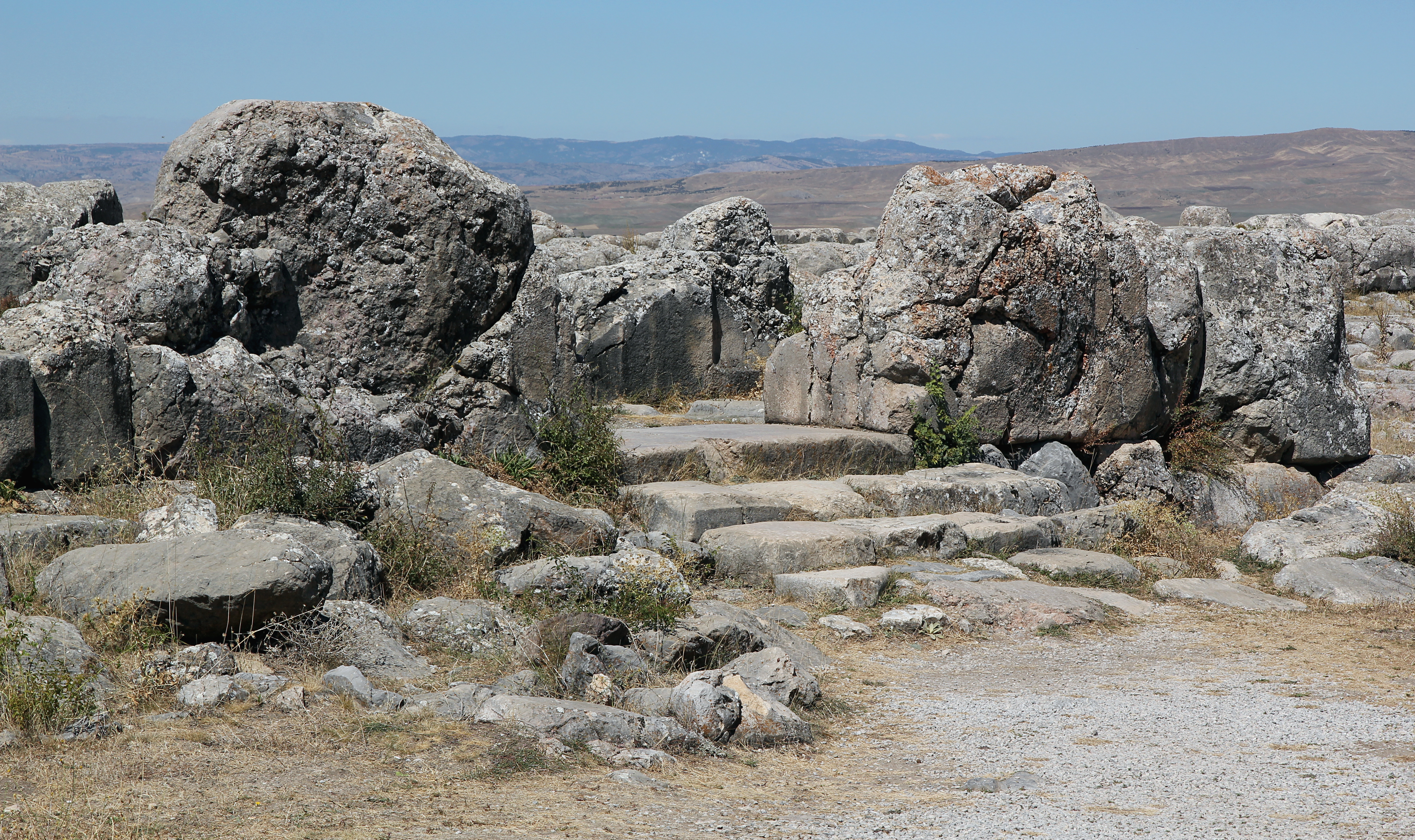
Eingang zum Tempelkomplex
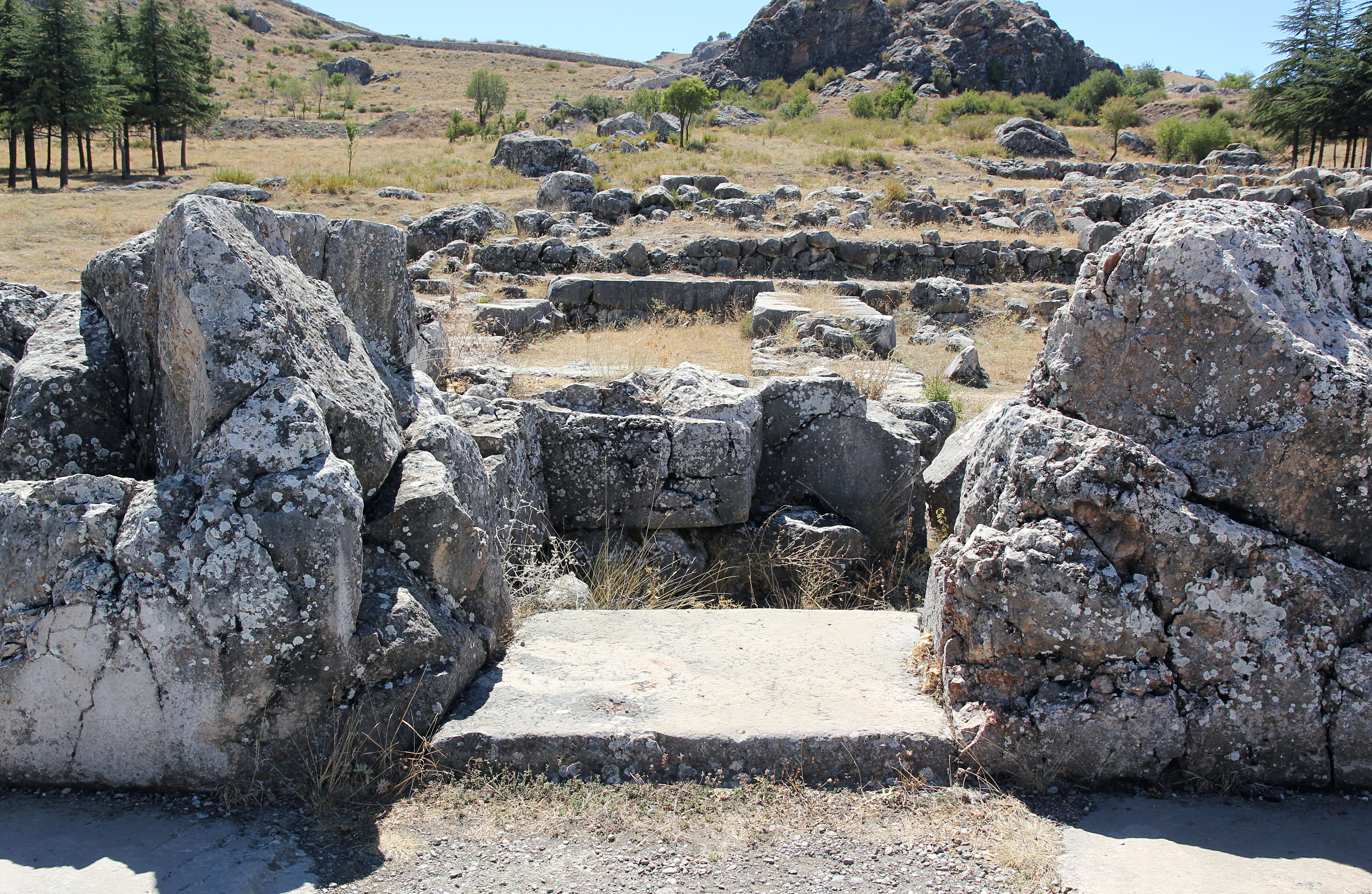
Wächterkammer des Torbaus
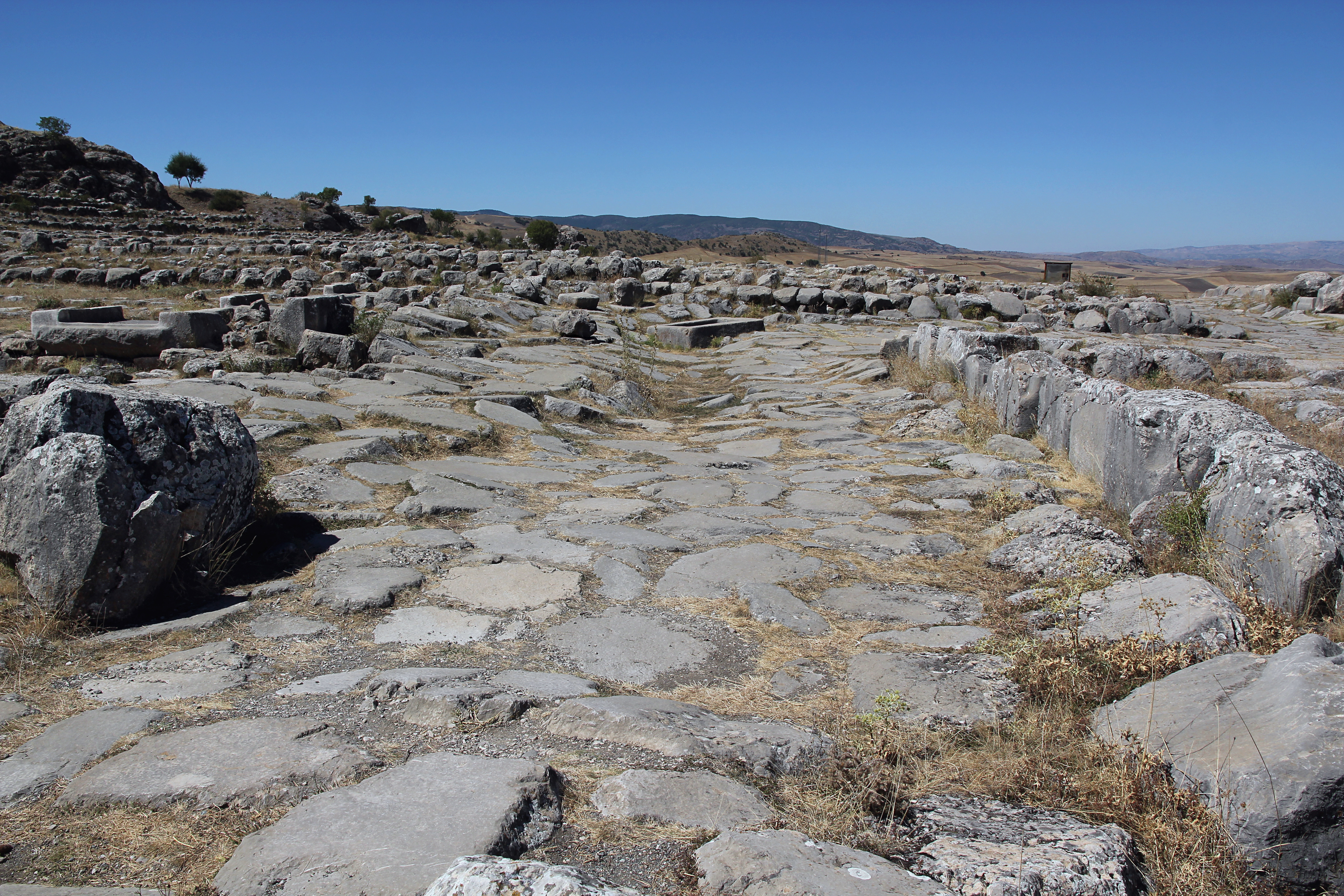
Straße zum Tempel
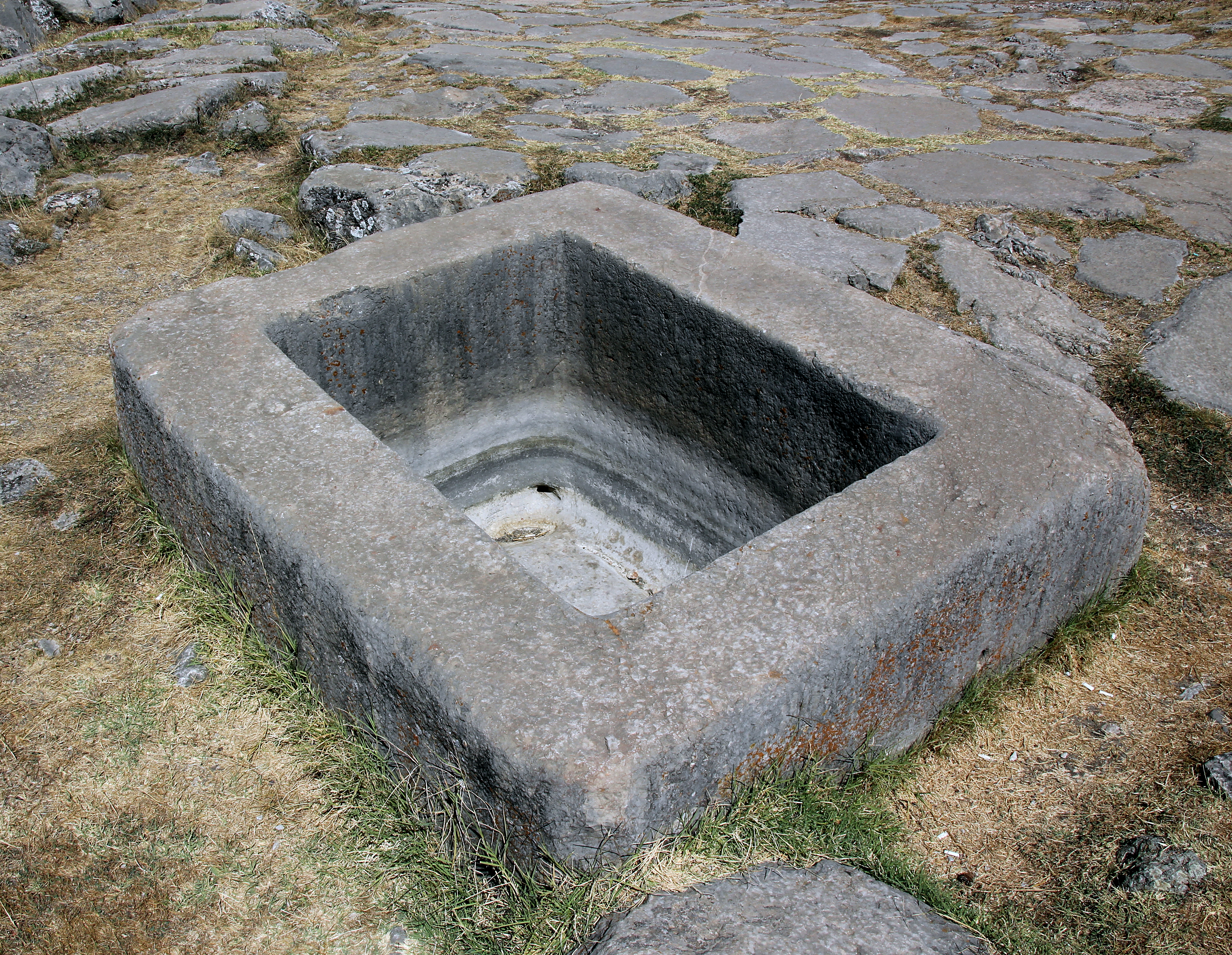
Wasserbecken

### Tempelgebäude

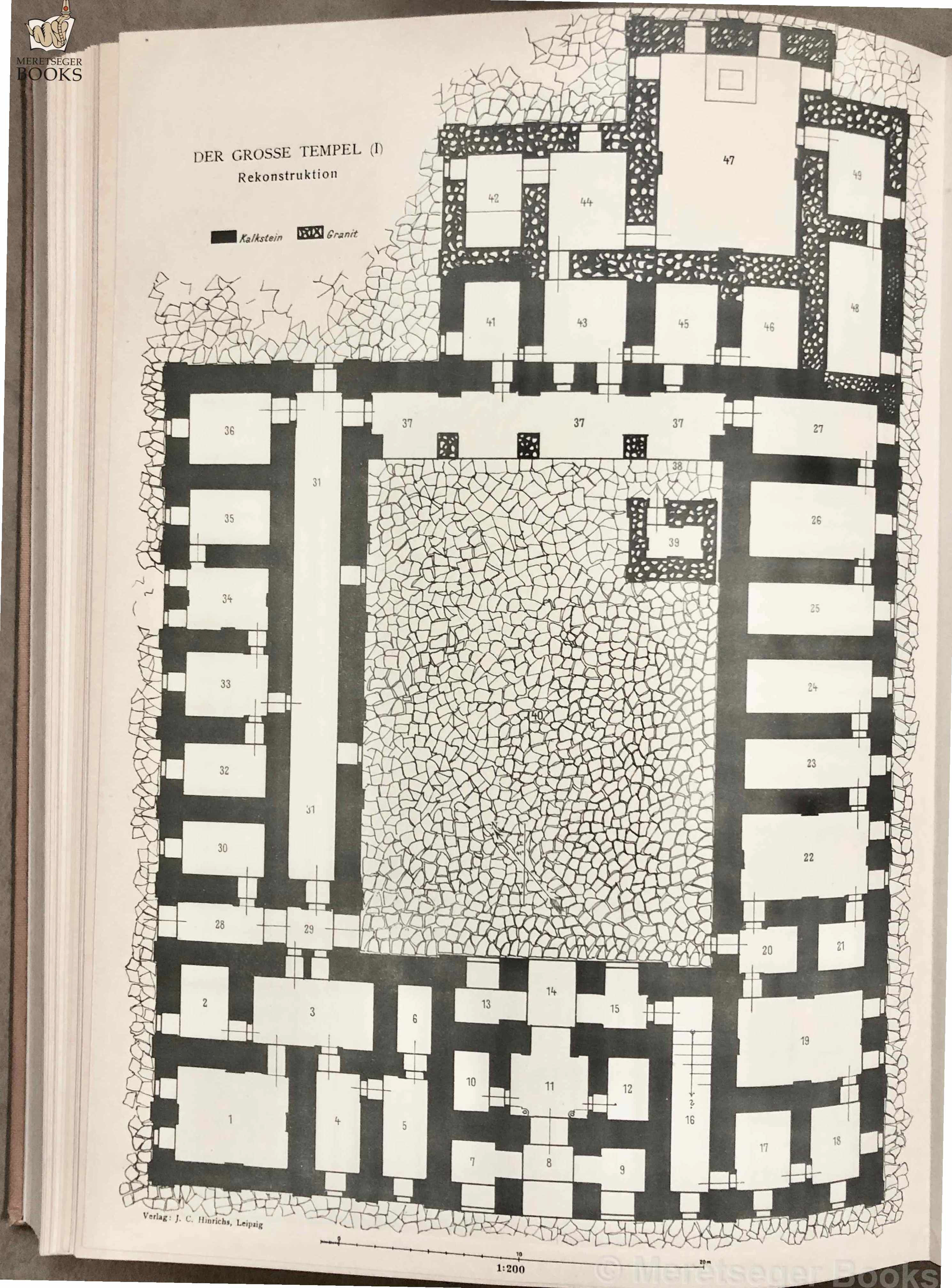
Plan des Tempels von Puchstein und Krencker, 1912 (Das zweite Adyton war zu der Zeit noch nicht erkannt und ausgegraben)

Der Tempel ist von Südwesten nach Nordosten ausgerichtet und hat Maße von 42 × 65 Metern. Im Gegensatz zu den anderen Gebäuden der Stadt sind die Steinsockel der beiden Allerheiligsten und eines separaten Gebäudes im Hof nicht aus Kalkstein gebaut, sondern aus grünlichem Gabbro. Dieser Stein kommt – im Gegensatz zu Kalkstein – nicht in Boğazköy vor, sondern musste eigens aus Gebieten im Süden hergebracht werden, die mindestens acht bis zehn Kilometer entfernt lagen. Von den Schwierigkeiten der Beschaffung zeugen dort im Gelände gefundene, wohl auf dem Transport zerbrochene Steinblöcke. Dies betont die besondere Bedeutung des Bauwerks, genauso wie die Steinblöcke, von denen hier die bisher größten aus hethitischen Gebäuden bekannten gefunden wurden. Auf der Oberseite von zahlreichen Steinen sind regelmäßig angelegte Bohrlöcher zu sehen. Sie dienten der Anbringung der Balken des aufgehenden Fachwerks.
Da bis auf eine Treppe in einem Raum neben dem Eingang, die zum Dach führte, keine Reste von Treppenhäusern vorhanden sind, scheint der Bau eingeschossig gewesen zu sein. Der Eingang liegt im Südwesten und verfügt wie der Haupteingang zum Gelände über zwei Seitenkammern für die Torwächter. Im Gegensatz zu diesem war er jedoch außen und innen mit einer Pfeilervorhalle ausgestattet. An den Türschwellen sind noch Spuren der Türangeln und die Schleifspuren der Türen erkennbar. An der westlichen Ecke des Gebäudes gibt es einen Nebeneingang mit einer offenen Abflussrinne. Durch beide Eingänge betritt man den 27 × 20 Meter großen, einst gepflasterten und nicht überdachten Innenhof. Von dessen Pflaster sind in der Ostecke noch Reste erhalten. In dem Hof versammelten sich bei besonderen rituellen Anlässen zahlreiche Priester und Bedienstete zu Kulthandlungen mit Musik, Gesängen und Weihrauch. Derartige Handlungen sind in zahlreichen hethitischen Texten detailliert beschrieben. Nordöstlich davon schließt sich der Bereich der Kulträume an. Diesem war eine fünfsäulige Portikus vorgelagert. In der östlichen Ecke des Hofes ist noch der Sockel eines kleinen rechteckigen Bauwerks, ebenfalls aus Gabbro, zu erkennen. Dass seine Türen sich zu den Allerheiligsten hin öffnen, weist auf eine kultische Bedeutung hin, die Archäologen halten es für einen Altarbau. Zu den dahinter liegenden Adyta gehörte eine Reihe kleiner, miteinander verbundener Vorräume, dahinter folgten die eigentlichen Cellae. Diese beiden Räume durften nur König und Königin sowie einige Tempelpriester betreten. Wahrscheinlich waren die beiden Kulträume den obersten Gottheiten des hethitischen Pantheons gewidmet, dem Wettergott von Hatti und der Sonnengöttin von Arinna. Der rechte der beiden Räume misst etwa 8 × 10 Meter, der linke hat ähnliche Maße. Beide Kulträume zeichnen sich durch Pilaster in den Wandmitten aus. Die linke, nordwestliche Cella ist stark zerstört. In der rechten ist in der Mitte der nordöstlichen Schmalseite ein Sockel erhalten, der vermutlich die Statue der dort verehrten Gottheit trug. In dieser Wand und in den anschließenden Ecken befanden sich vier fast bis zum Fußboden reichende Fenster. Sie waren wohl meist mit Holzläden verschlossen, konnten aber bei Bedarf die Gottheit in helles Tageslicht tauchen.
Die Nebenräume des Tempels gliedern sich in vier Gruppen. Zwei davon liegen links und rechts des Eingangsbaus, die anderen beiden an den Längsseiten. Von den zwei Gruppen seitlich des Eingangs hat die linke sechs, die rechte vier unterschiedlich große Räume. Von den Gruppen an den Längsseiten hat die linke sechs in einer Reihe liegende, annähernd gleich große Räume und einen langen Gang an der Innenseite, südlich davon findet sich der Seiteneingang. Die rechte besteht aus sechs ähnlichen Räumen in einer Reihe sowie zwei kleineren im Süden.
Andreas Schachner beschreibt sechs Gruppen von zusammengehörigen Räumen: 1–6 westlich des Eingangs, 17–19 östlich, 20–24 und 25–27 (möglicherweise plus das Hofgebäude 39) im Ostflügel, 32–35 im Westflügel sowie die Gruppe um das rechte Adyton 45–49 (für die Zahlen siehe nebenstehende Zeichnung). Zu jeder dieser Gruppen gehört ein durch Pilaster hervorgehobener Raum (1, 19, 22 und 34, eventuell 39 und das Adyton 47) Diesem kam wohl eine besondere, vielleicht kultische Bedeutung zu, Neve spricht von „Staatszimmern“. Die Räume sind größtenteils untereinander verbunden, von außen aber nicht einzeln zugängig. Schachner sieht darin Gruppen von Kulträumen für verschiedene Götter und hält es für möglich, dass im Großen Tempel das gesamte hethitische Pantheon vertreten war.

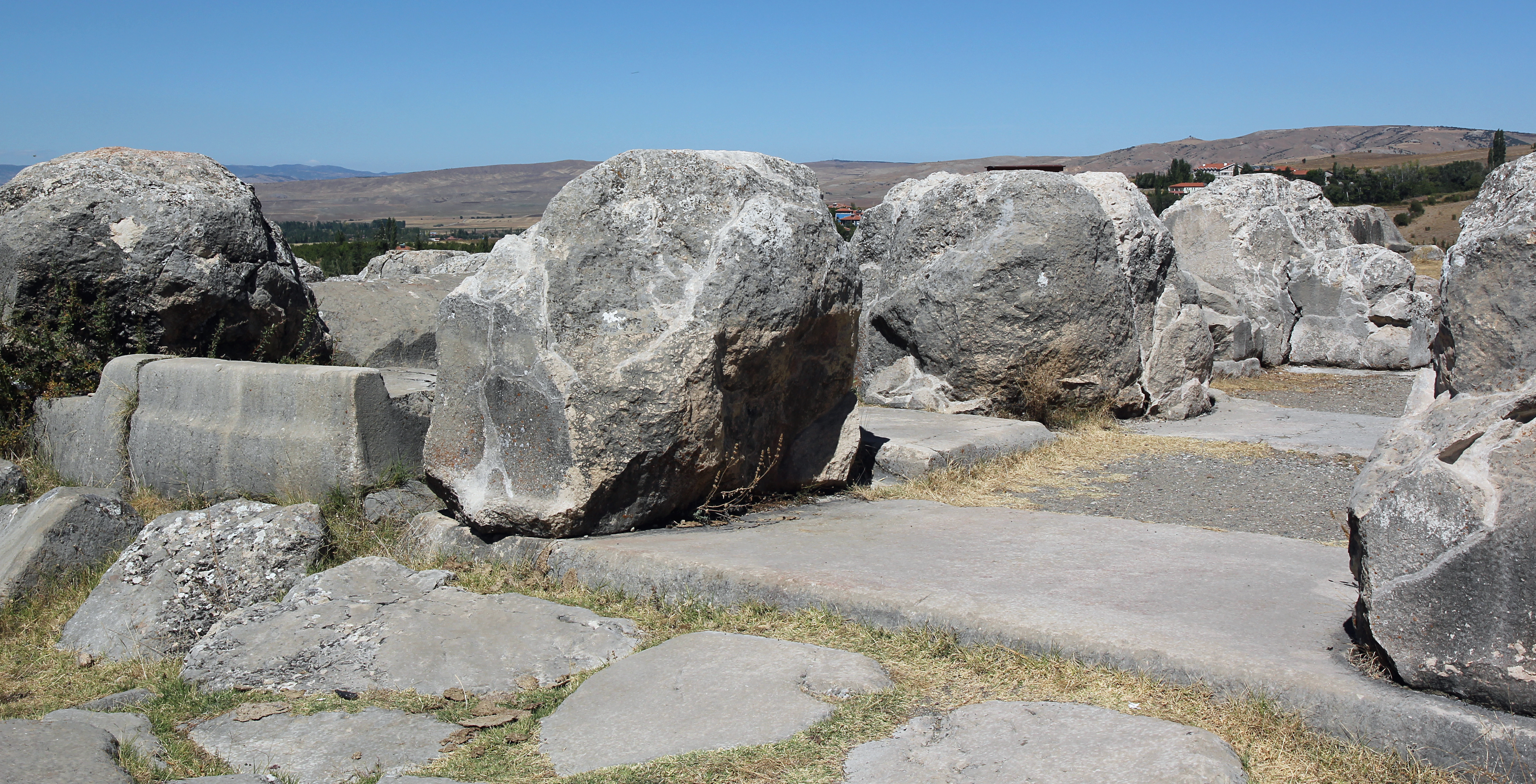
Tempeleingang mit Wächterkammer
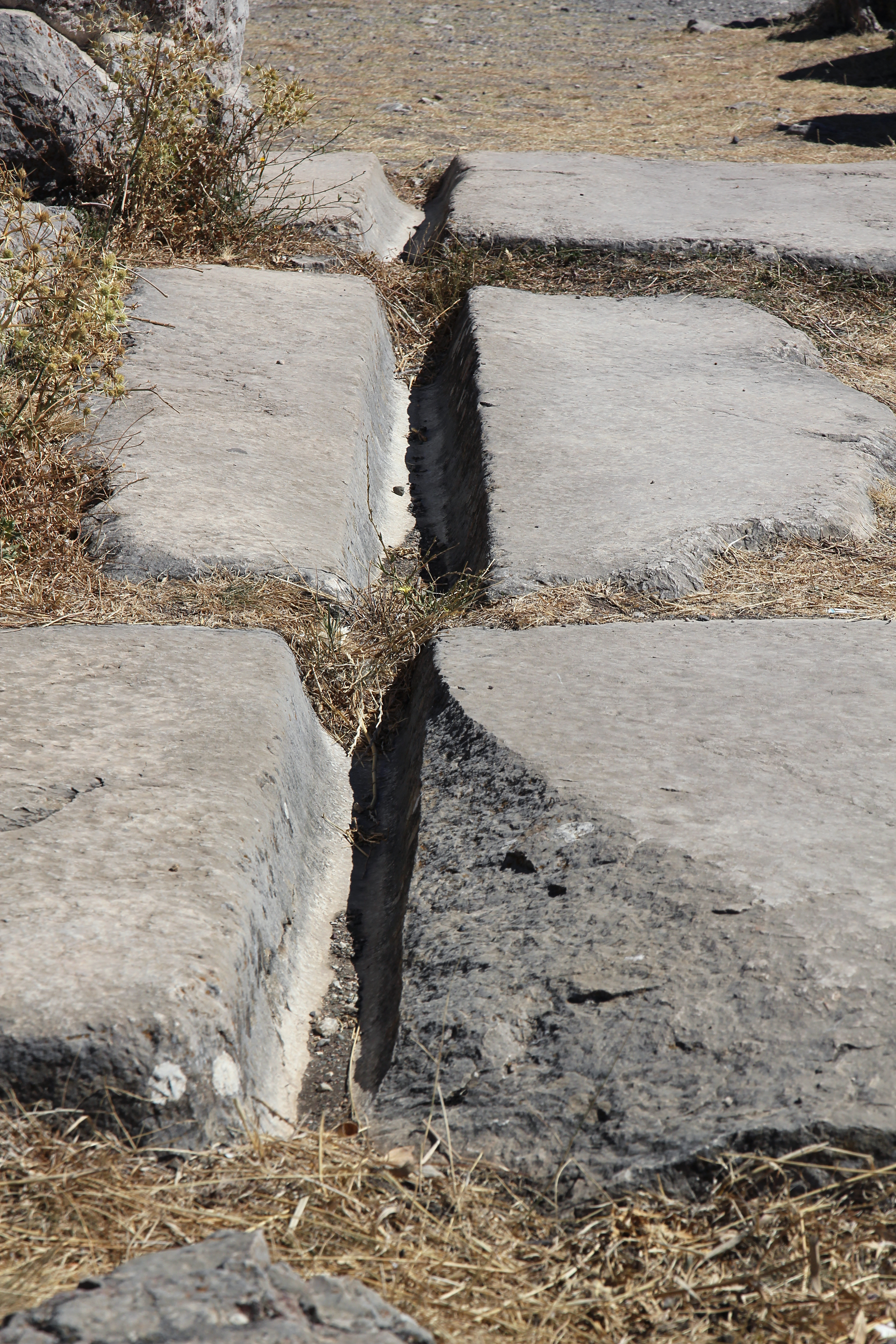
Nördlicher Nebeneingang mit Wasserablauf
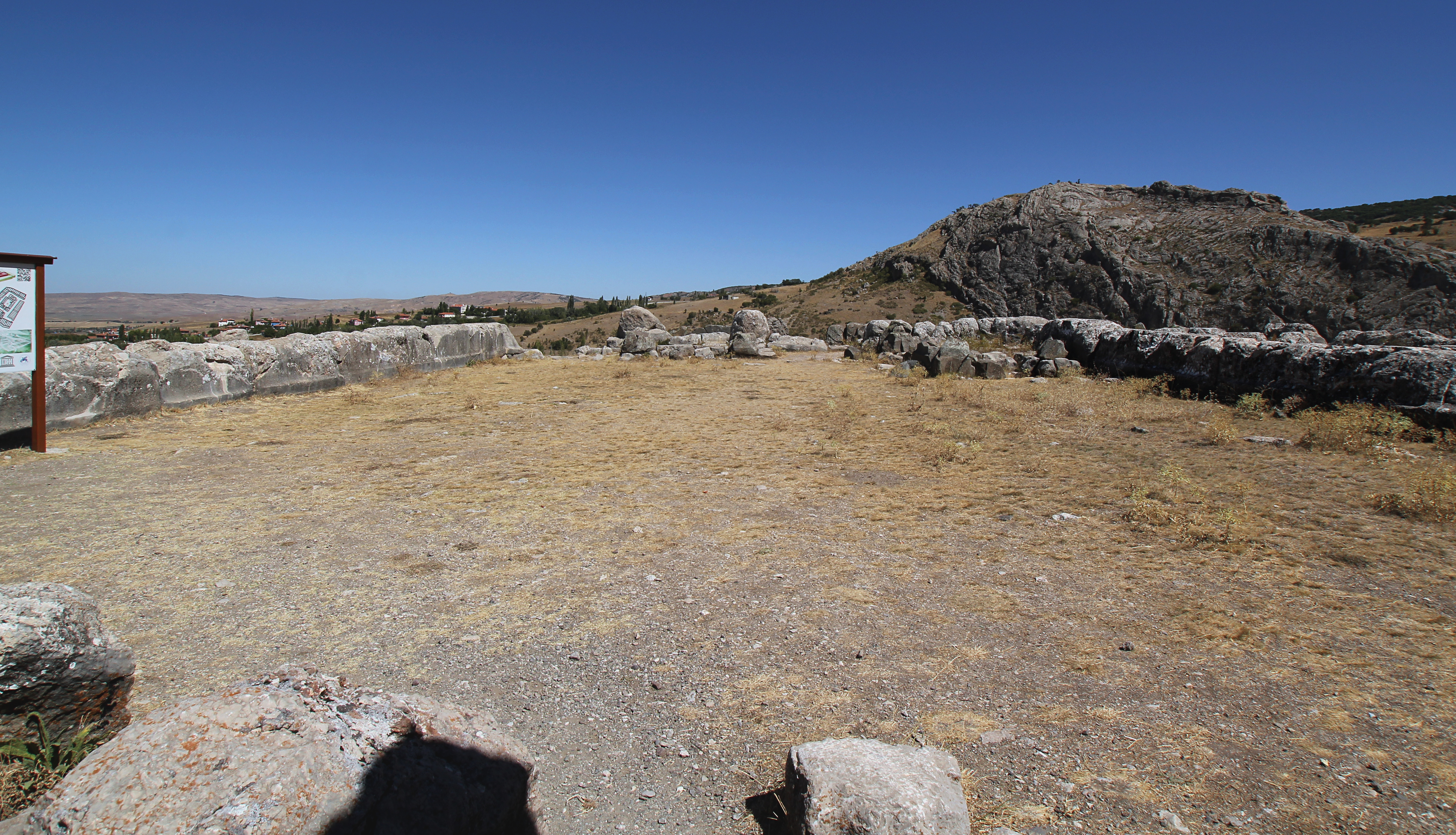
Innenhof
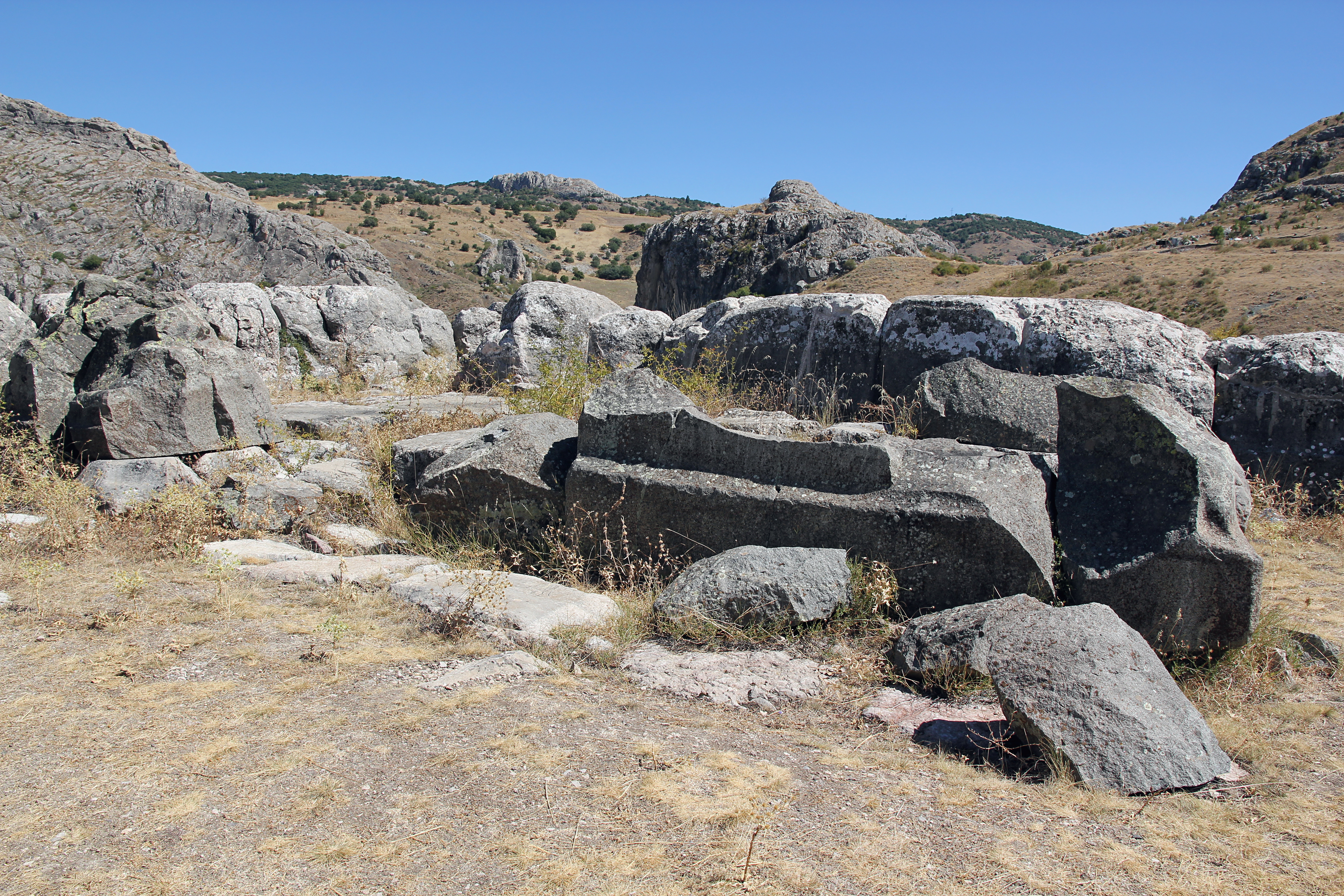
Altargebäude, davor Pflasterreste
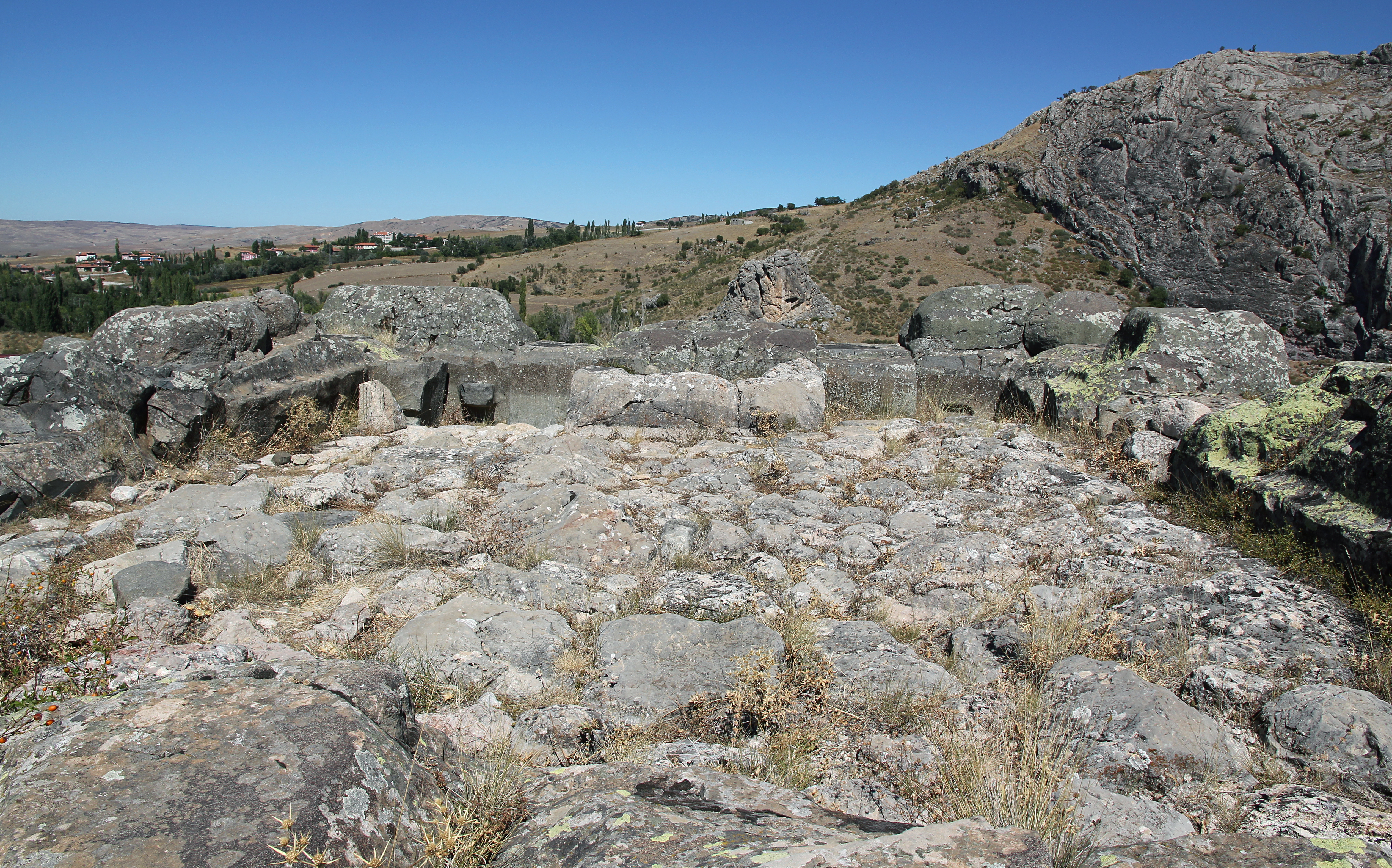
Rechtes Adyton mit Statuenbasis

### Magazine
Die vier Haupt- und Nebeneingänge gliedern die den Tempel umgebenden Magazinräume in vier Trakte. Treppenhäuser zeigen, dass diese im Gegensatz zum Tempel selbst mehrstöckig waren. Dadurch standen mehr als 200 Lagerräume zur Verfügung. Die einzelnen Trakte waren durch wenige Türen von außen zu betreten, innen konnten die Räume über Korridore oder durch Verbindungstüren begangen werden. Besonders im südwestlichen Teil sind noch sehr gut die mächtigen, monolithen Schwellen der Verbindungstüren zu sehen. Die Verwendung als Lagerräume ist bezeugt durch einzelne, in situ befindliche Funde. Dazu gehören vor allem Tongefäße (Pithoi) mit einem Inhalt von bis zu 2000 Litern, die hauptsächlich im Nord- und Südbereich zu Tage kamen. Darin wurden Lebensmittel wie Getreide, Hülsenfrüchte, Öl und Wein gelagert. Da sie in eine dicke Tonpackung auf dem Fußboden eingelassen waren, konnten sie nur im Erdgeschoss aufbewahrt werden. Bei den Gefäßmündungen gaben Zeichen die Menge mit Maßeinheiten, die Inhaltsart sowie den Eigentümer an. In den Jahren ab 2020 wurden einige der Pithoi im nördlichen Magazintrakt restauriert. In anderen Räumen des westlichen und nördlichen Traktes wurden Spuren von Holzregalen gefunden, in denen weitere Gegenstände gelagert wurden. Herabgefallene Steinbasen von Regalstützen zeigen, dass die oberen Stockwerke wahrscheinlich in ähnlicher Weise genutzt wurden. Im Osttrakt wurden mehrere Tausend Keilschrifttafeln gefunden. Daraus kann geschlossen werden, dass dort, vielleicht auch in den Obergeschossen, das Tontafelarchiv des Tempels untergebracht war. Auch im Nordtrakt kamen zahlreiche Tontafeln ans Licht.
In einem der Räume des südlichen Magazintrakts liegt ein etwa würfelförmiger Stein aus grünem nephritartigen Gestein, das in der Umgebung vorkommt. Um ihn ranken sich diverse Legenden, bei Berührung soll er Fruchtbarkeit und Reichtum verleihen. Seine tatsächliche Bedeutung ist allerdings unklar. Er kann im Kult eine Rolle gespielt haben, von den öfter in hethitischen Texten erwähnten heiligen Steinen ist allerdings keiner ausdrücklich als grün bezeichnet. Da er heute tiefer liegt als das Fußbodenniveau, wie an den Türschwellen zu erkennen ist, kann dies nicht sein ursprünglicher Aufstellungsort gewesen sein.

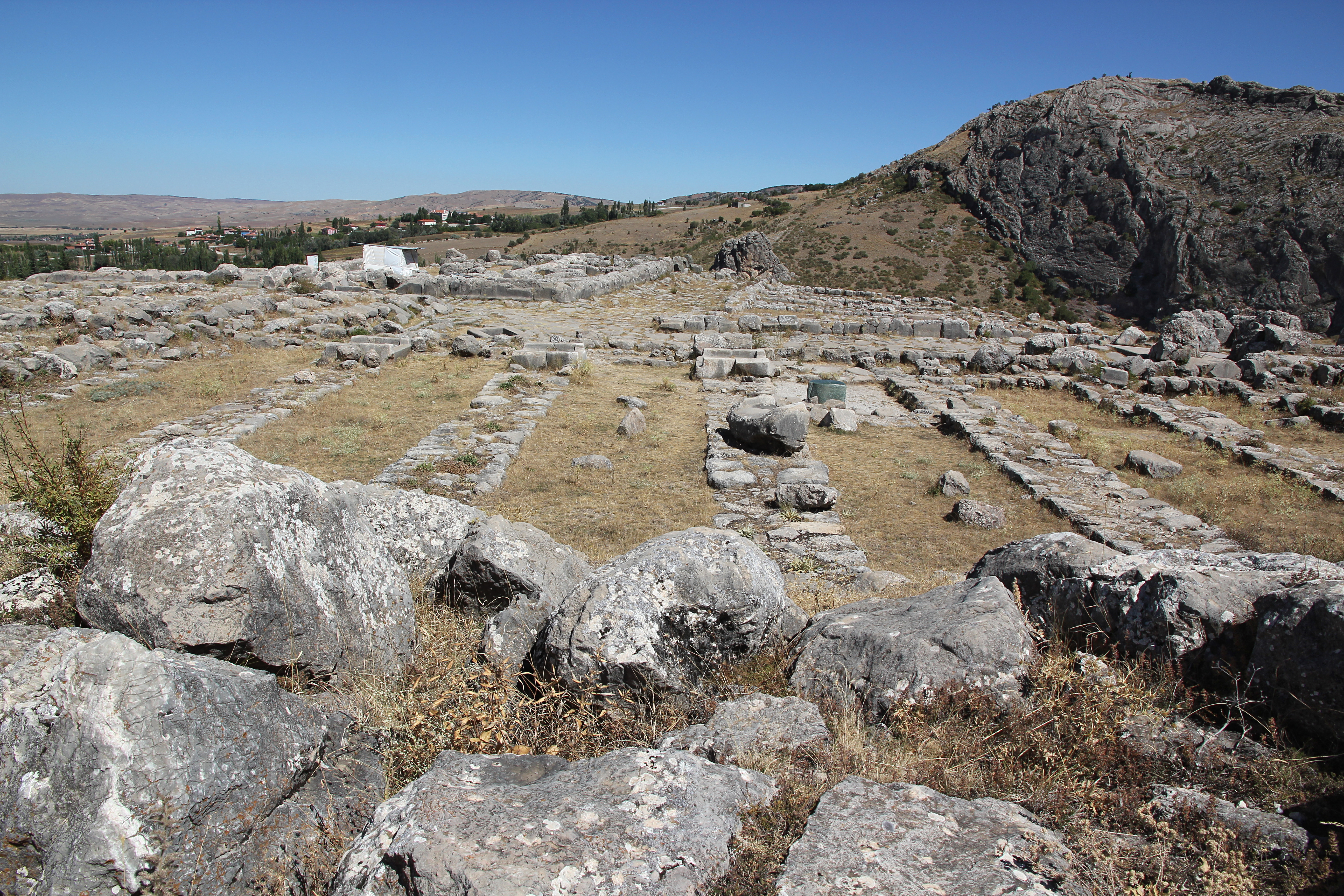
Süd- und Ostmagazine, links hinten Tempel
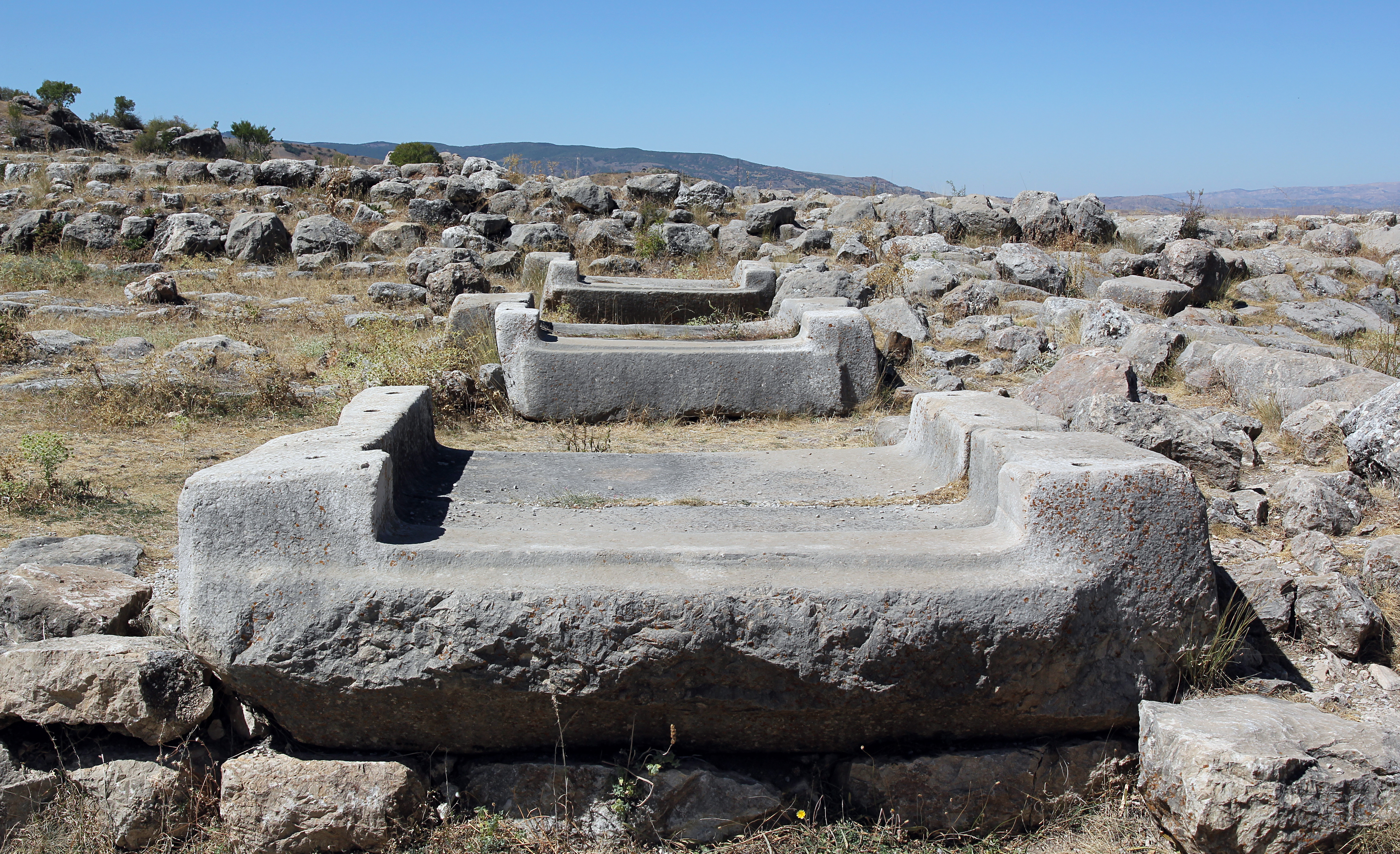
Türschwellen in den Südmagazinen
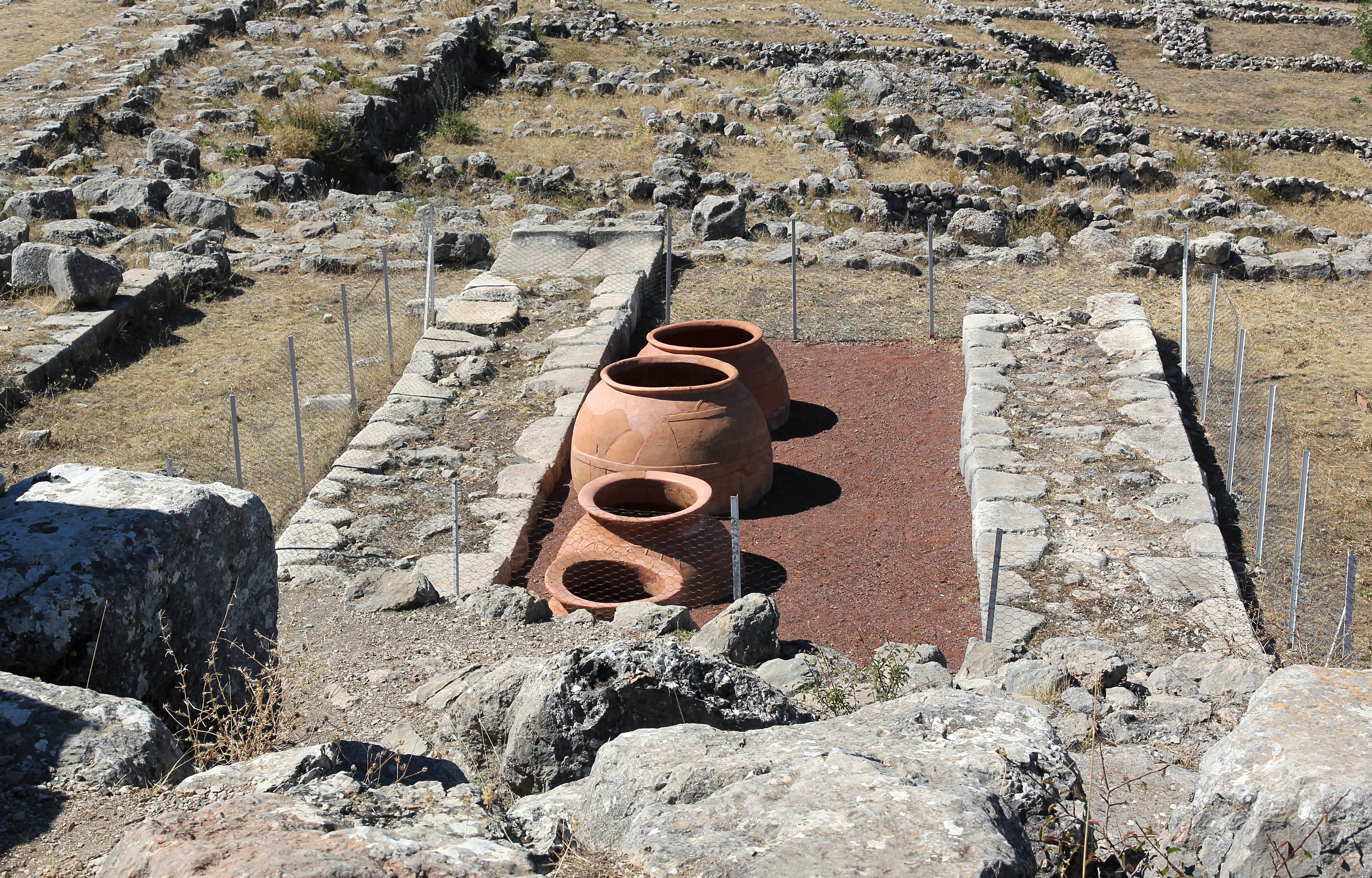
Restaurierte Pithoi im Nordmagazin
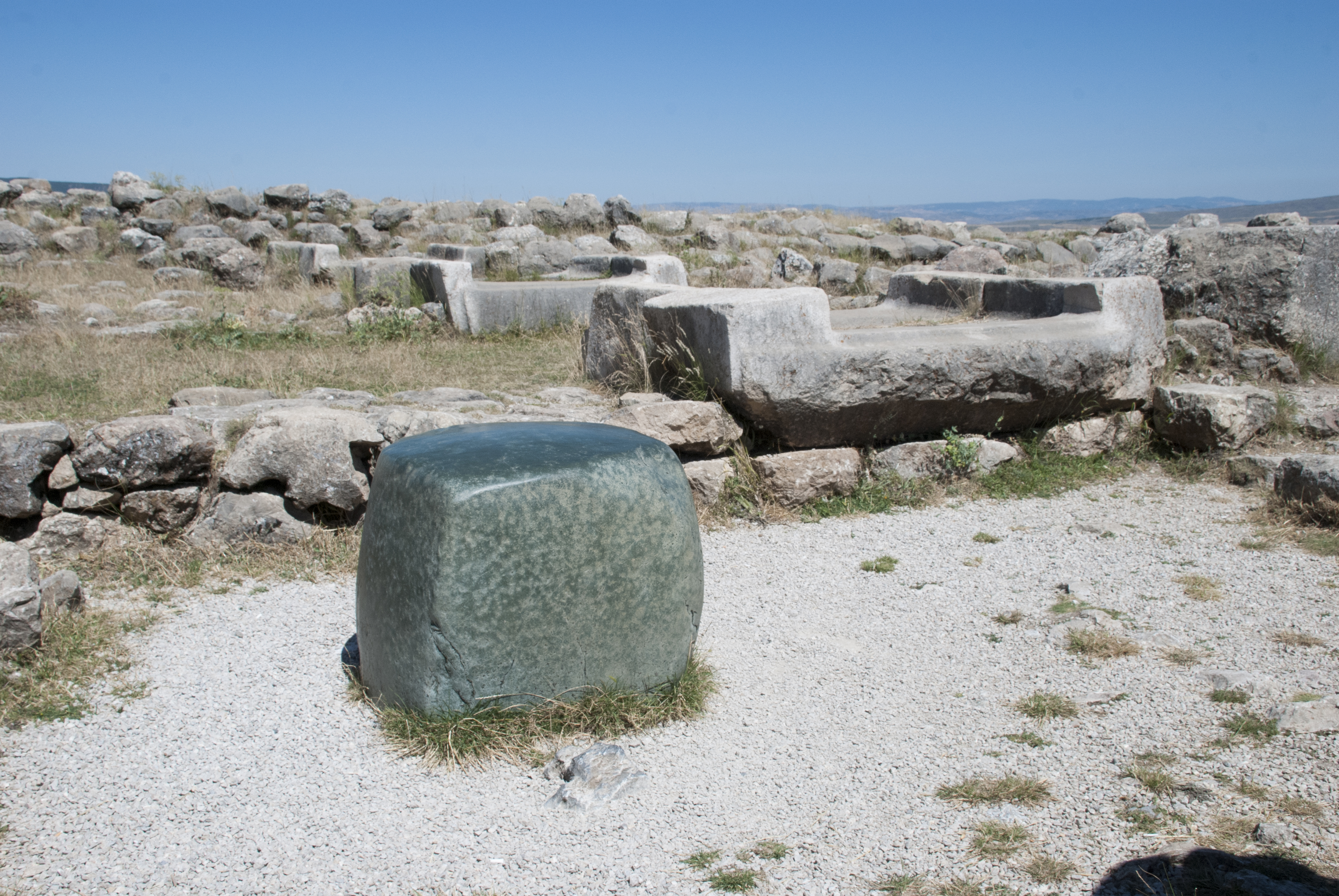
Grüner Stein

### Straße zum Südtor
Südwestlich der Magazine verläuft eine acht Meter breite Pflasterstraße, die zum Südtor in der nördlich verlaufenden Abschnittsmauer führt. Ihr Aufbau gleicht demjenigen der Straßen zwischen den Magazinen im Tempelbezirk. Auf einen Untergrund aus Bruchsteinen wurde zunächst eine 1,5 Meter dicke Lehmschicht aufgebracht, die bis an die Gebäudefundamente heranreichte. Darauf wurde eine Pflasterschicht aus hartem Kalkstein aufgetragen. Auch diese Straße verfügte über ein Entwässerungssystem aus kragsteinüberwölbten Kanälen. Eine starke Abnutzung der Pflasteroberfläche zeugt von einem regen Verkehr. Allerdings sind hier keinerlei Wagenspuren festzustellen.
Am Anfang der Straße, am Südeck des südlichen Magazintraktes, sind zwei stehende Orthostaten zu sehen, die mit eingepunzten, das heißt mit vielen Schlägen eines Spitzhammers aufgebrachten Hieroglyphenzeichen versehen sind. Sie werden als Graffiti bezeichnet, möglicherweise waren sie eine Art Werbeschilder von Schreibern, definitiv lesbar ist allerdings keins der Zeichen. In John David Hawkins’ Zusammenstellung der Steininschriften von Boğazköy werden sie als BOĞAZKÖY 15 bezeichnet. Der erste der beiden Steine wurde 1969 von Bittel und Neve verstürzt entdeckt, als sie den dortigen Platz und die Südecke des Magazins untersuchten. Als 1970 die Werksteine wieder an ihren ursprünglichen Platz gestellt wurden, kamen auf einem zweiten Stein ebenfalls Hieroglyphen zum Vorschein. Ähnliche Graffiti wurden etwa 45 Meter weiter auf Pflastersteinen der Straße entdeckt. Sie liegen am nördlichen Rand der Straße, durch ein Absinken des Pflasters sind die Randsteine in Schräglage geraten. Hier ist als eines der wenigen erkennbaren Zeichen die Hieroglyphe für Schreiber  zu entziffern, die üblicherweise mit SCRIBA transkribiert wird. Die Platten wurden 1967/68 bei der Freilegung der Straße zum Tor entdeckt und von Hans Gustav Güterbock besprochen. Die beiden Pflastersteine haben die Bezeichnung BOĞAZKÖY 14. Derartige eingepunzte Inschriften fanden sich im Stadtgebiet an mehreren Stellen, beispielsweise am Südtor, am Sphinxtor, am Löwentor und im Tempelviertel der Oberstadt. Bezeichnenderweise taucht dabei das SCRIBA-Zeichen häufig auf.

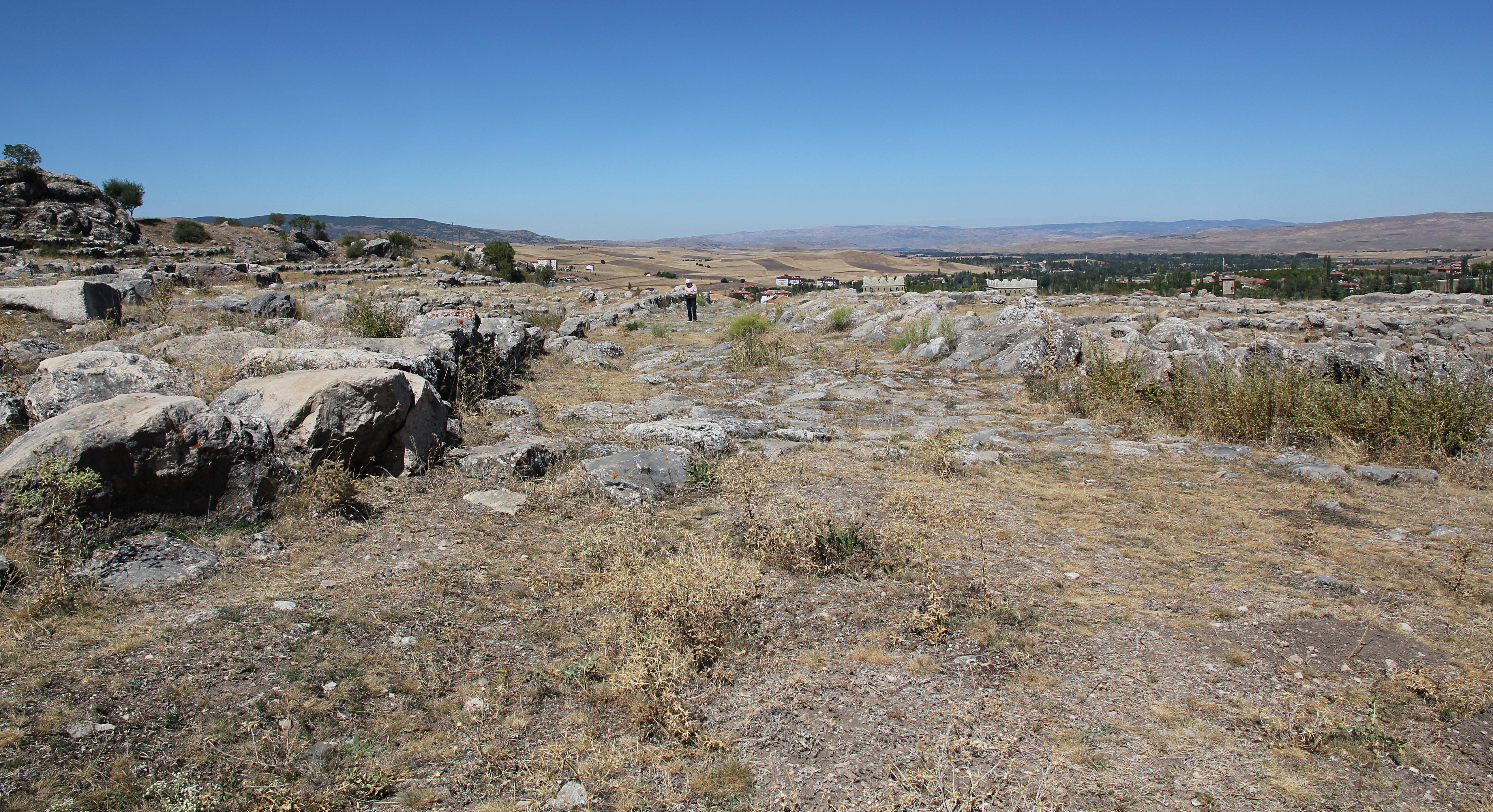
Straße zum Südtor
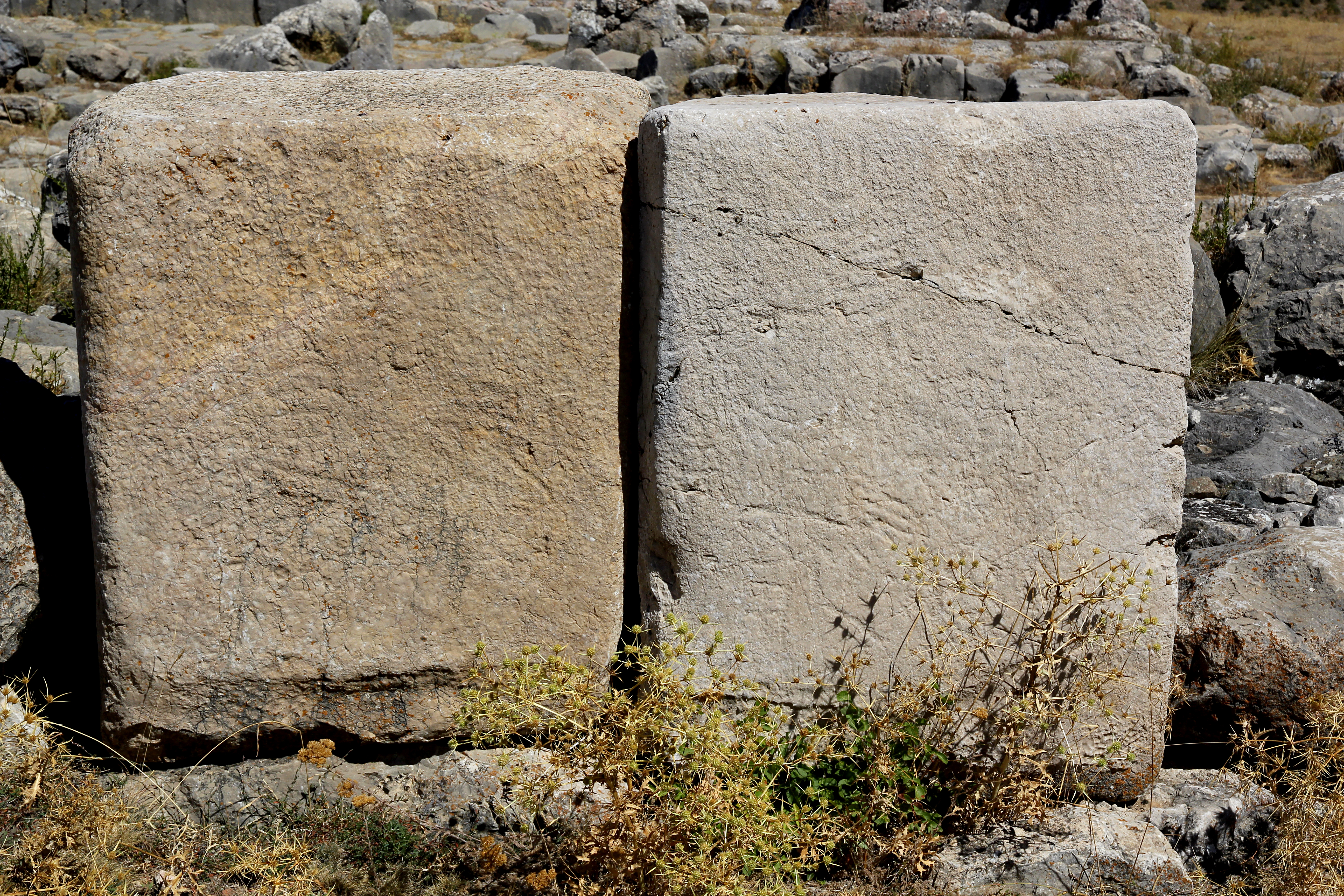
Inschriftensteine BOĞAZKÖY 15a und 15b
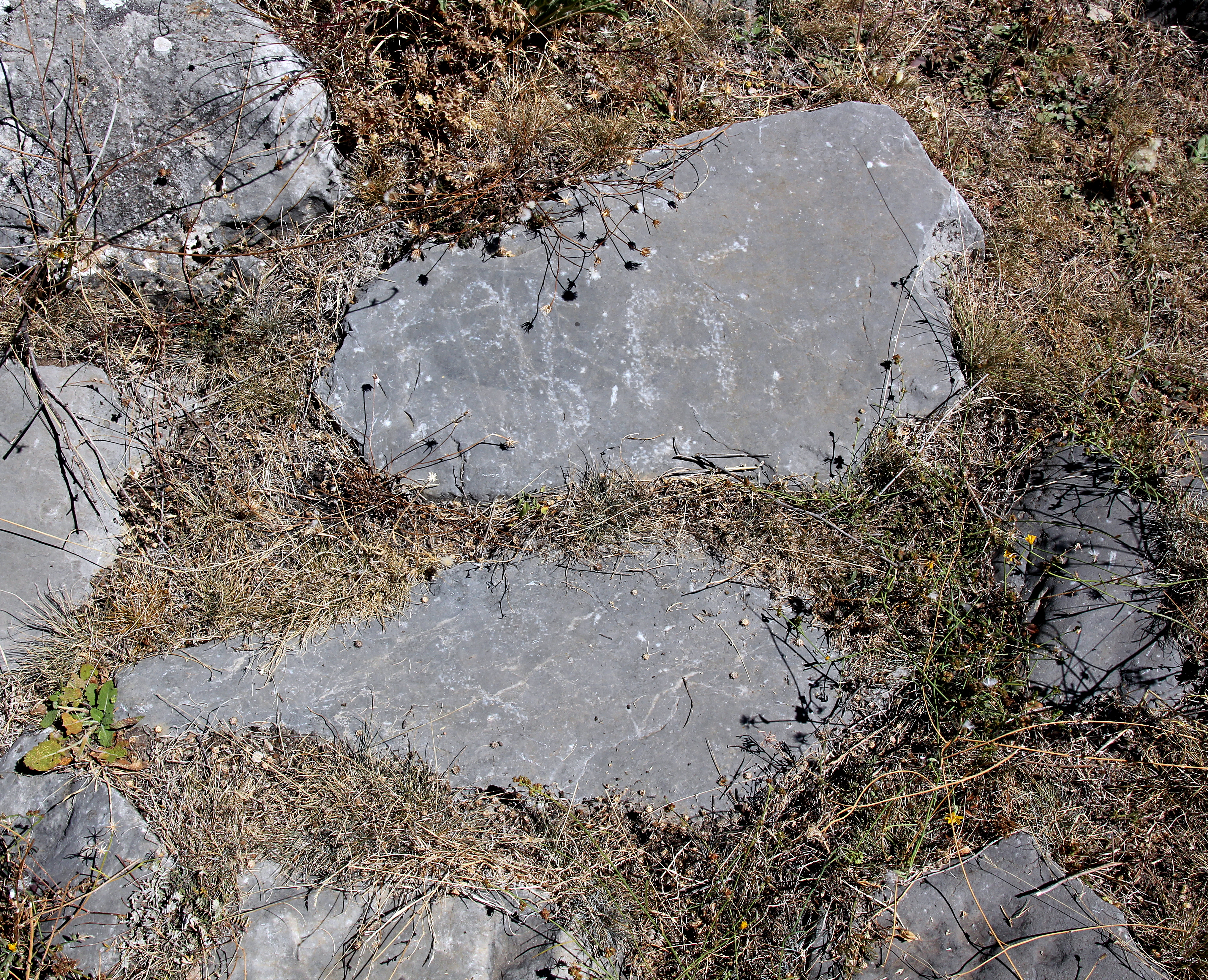
BOĞAZKÖY 14a
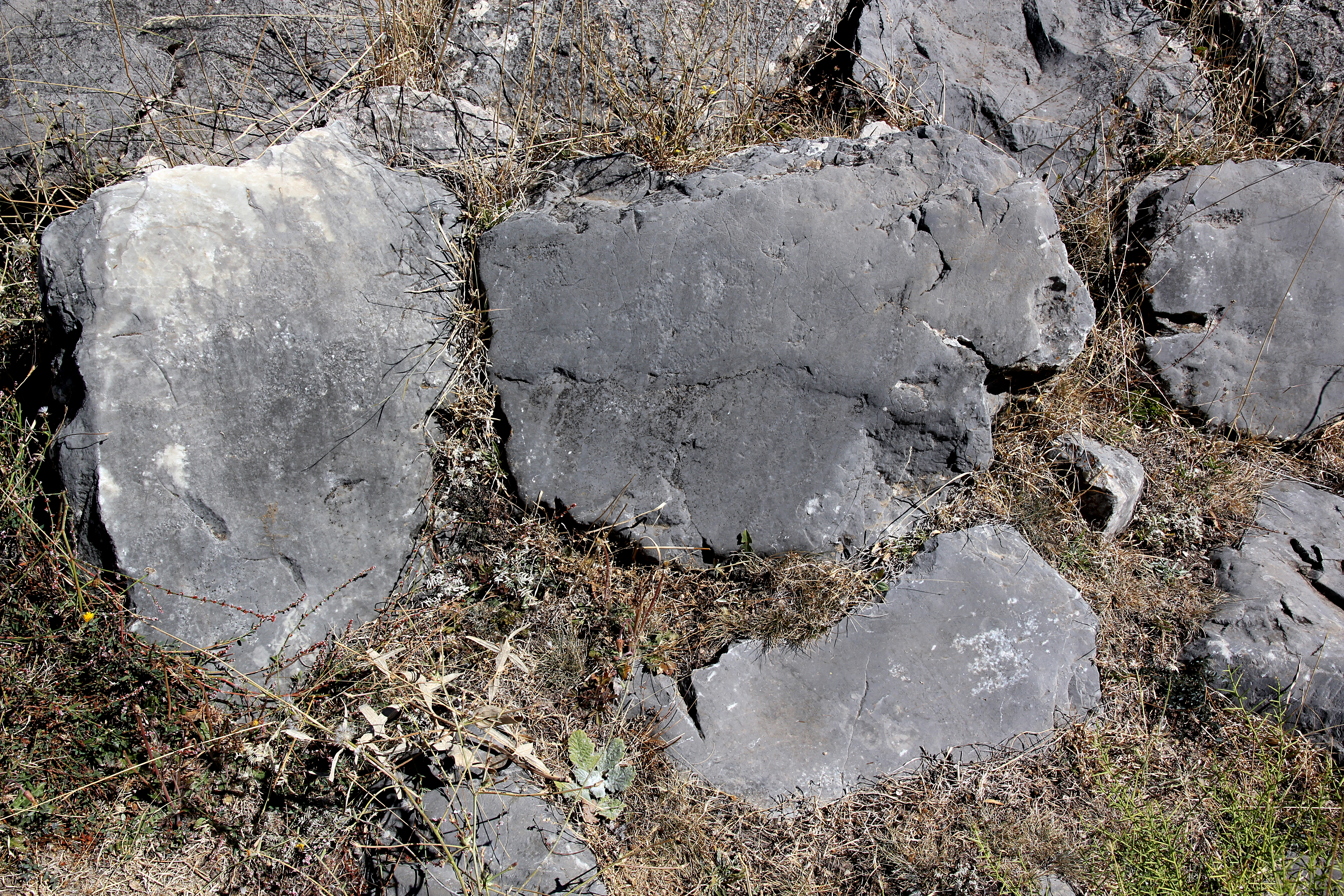
BOĞAZKÖY 14b

### Südareal

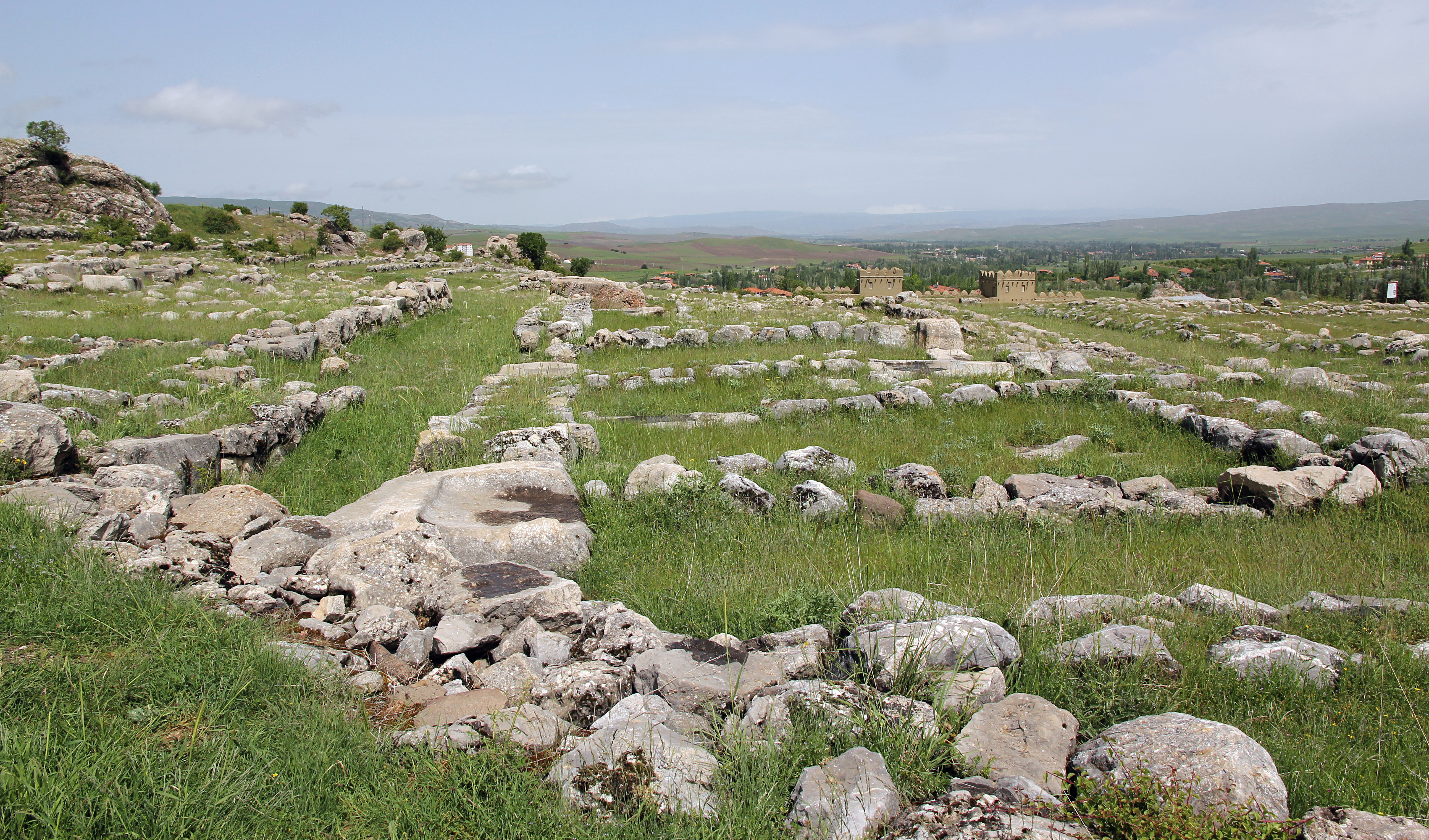
Haus der Arbeitsleistung von Südosten

Das südwestlich der Straße liegende große Gebäude wird als Südareal bezeichnet. Nach einem dort gefundenen Keilschrift-Fragment, auf dem der Text E.GIŠ.KIN.TI zu lesen ist, wird es auch Haus der Arbeitsleistung genannt. Damit wird ein Gebäude bezeichnet, in dem Priester, Tempelbedienstete und Schreiber arbeiteten. Es ist allerdings nicht sicher, ob sich die Bezeichnung tatsächlich auf das Gebäude bezog.
Der Komplex ist von einer 1,2 bis 1,5 Meter, im südlichen Hangbereich sogar bis zu 2,0 Meter starken Mauer umschlossen und hat eine Grundfläche von etwa 5000 Quadratmetern. Der einzige Eingang liegt in der Straße zum Südtor. Vom Eingang führt ein zwei Meter breiter Weg auf einen großen Innenhof. Er hat Trapezform und ist nordwest-südöstlich 30 Meter lang, südwest-nordöstlich bis zu 16 Meter. An seinem südöstlichen Ende setzt sich der Weg als einen Meter breite Sackgasse fort, die direkt vor der Außenmauer endet. Sowohl Hof als auch Wege waren gepflastert und hatten eine Kanalisation, die an die der Hauptstraße angeschlossen war. Der Komplex bestand aus annähernd hundert Räumen, die zu 16 unterschiedlichen Gruppen („Apartments“) zusammengefasst waren. Im Norden und um den Eingang herum lagen die großzügigen und umfassenderen Apartments I und XIII bis XVI, im Süden drängten sich die kleinteiligen und verschachtelten Gruppen II bis XII. Die Apartments XIV und XV, nördlich und südlich des Eingangs, sind nur noch im Kellergeschoss erhalten. Apartment XIV fällt auf durch eine Reihe von sieben gleichförmigen Räumen und einem etwas größeren in der Mitte, der über einen Wandpilaster und ein mächtiges Steinpostament verfügt. Daran schließt sich im Norden die Gruppe XVI an, die nur aus sechs langgestreckten, fast identischen Räumen besteht und über einen langen Korridor mit dem Hof verbunden ist. Fünf der Räume waren voll mit Pithoi. Das größte war Apartment XIII im Westen des Gebäudes, von dem nur Fundamente und keine Türschwellen vorhanden sind. In zwei Räumen der kleineren Gruppen im Süden sind eine Steinbasis und in einem ein Sandsteinkarree in der Mitte vorhanden. In einem Raum ist eine Feuerstelle erkennbar.
Südlich des Areals liegt ein weiteres Gebäude mit den Abmessungen 31,2 × 18,7 Metern, das als Komplex 2 bezeichnet wird. Sein Verwendungszweck ist nicht geklärt. Das als Komplex 3 bezeichnete Gebäude westlich des Südareals wurde nie fertiggestellt.

## Umgebung

### Wohnviertel

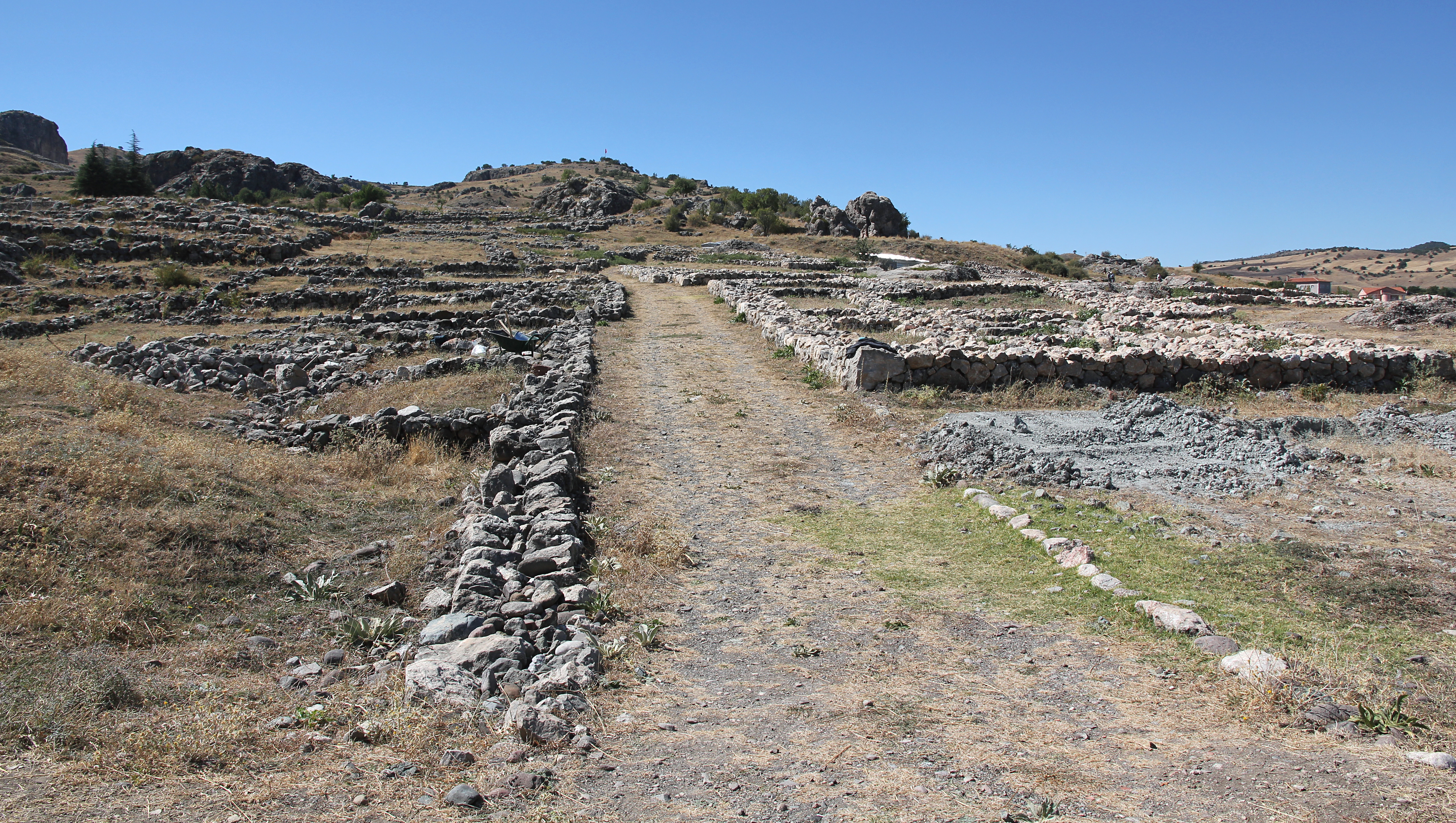
Straße im Wohnviertel

Im Nordwesten schließt an das Tempelgelände ein dicht bebautes Wohngebiet an. Es reicht bis an die nordwestlich verlaufende Abschnittsmauer mit dem restaurierten Abschnitt. Diese verläuft weiter nach Westen zum Südtor und von dort nach Süden, wo sie nordwestlich von Kesikkaya auf die Poternenmauer trifft, die einst die Unterstadt komplett umschloss. Im Süden reicht der ausgegrabene Bereich bis an die Straße, die vom östlichen Vorplatz des Tempels zum Südtor führt, im Norden bis an die moderne Straße, deren Verlauf dort dem einer hethitischen Straße entspricht.
Unter den Grundrissen der hethitischen Wohnhäuser wurden die Reste einer Siedlung aus der Karumzeit gefunden. Ebenso wie deren Häuser folgen die Wohnhäuser der hethitischen Bevölkerung vermutlich altanatolischen Vorbildern. Die hethitische Bebauung des Areals schloss sich ohne Unterbrechung an die Nutzung der Karumzeit an. Durch die fließende Entwicklung der Bebauung sind die verschachtelt aneinandergesetzten Grundrisse meist schiefwinklig. Ihr Hauptmerkmal ist ein großer, zentraler Raum, der meistens an einer Seite liegt und nur von anderen Räumen aus zu betreten ist. Ursprünglich nahm man an, dass es sich um einen offenen Hof handelte, weshalb die Bezeichnung „anatolisches Hofhaus“ eingeführt wurde. Der heutige Grabungsleiter Andreas Schachner schließt dies allerdings aus. In den Innenräumen der Karumzeit wurden unter anderem zahlreiche Tontafeln gefunden. Sie waren durch ein Feuer bei der Zerstörung der Siedlung zwar gebrannt, ursprünglich aber waren sie nur luftgetrocknet. Da es sich um für die Bewohner wichtige Urkunden handelte, konnten diese nicht in einem offenen Hof dem Wetter ausgesetzt werden, da sie sich bei Regen aufgelöst hätten. Demnach muss auch dieser Raum überdacht gewesen sein. Schachner schlägt daher die Bezeichnung „Zentralraumhaus“ vor.

### Löwenbecken

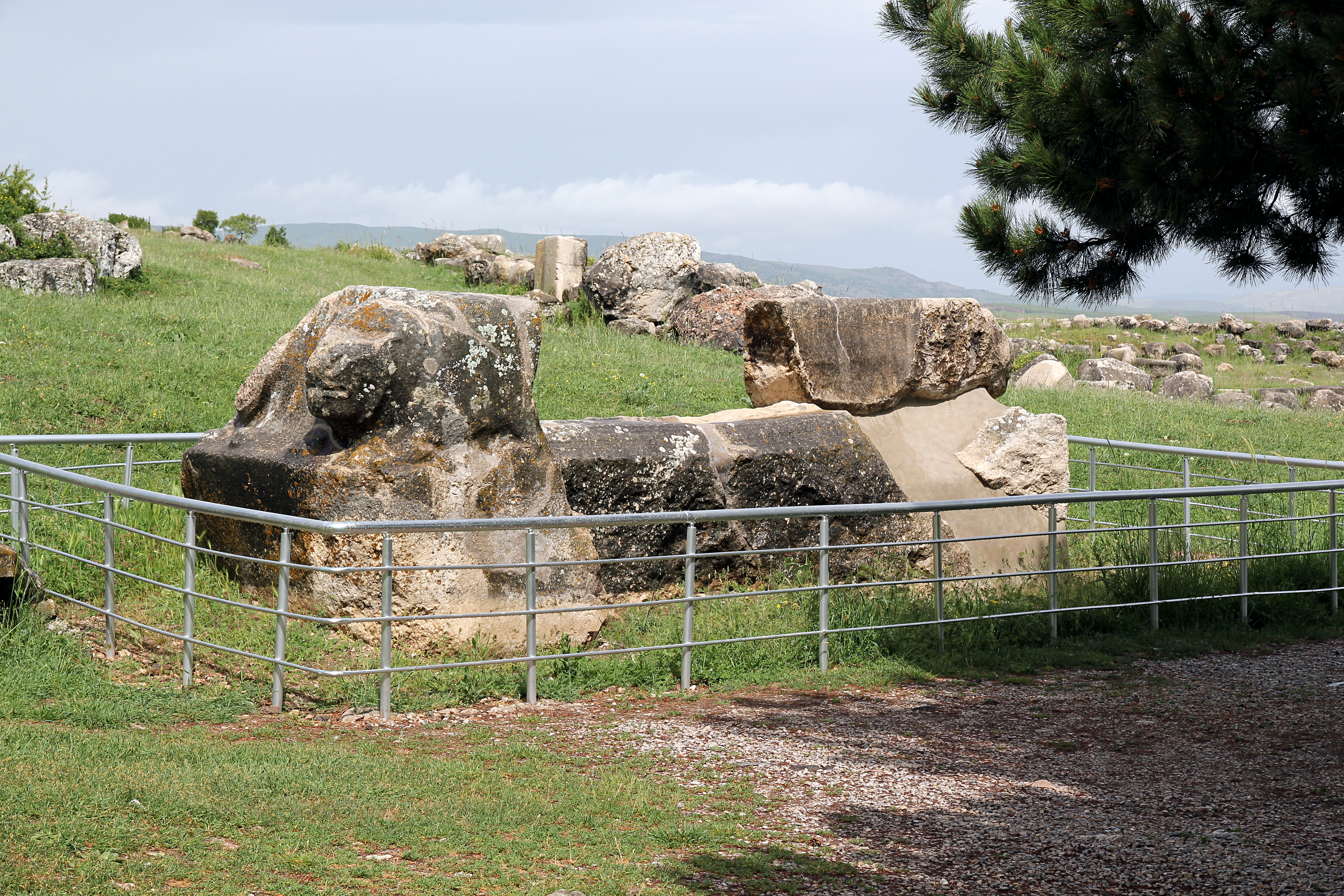
Löwenbecken

Östlich des Tempelgeländes, etwa 40 Meter südlich des Haupteingangs, steht das sogenannte Löwenbecken. Es handelt sich um einen Sockel von mindestens 5,5 Metern Länge, der ursprünglich aus einem Kalksteinblock gearbeitet war, mit einer beckenartigen Vertiefung auf der Oberfläche. Alle vier Ecken waren mit Löwenfiguren verziert. Die Köpfe der Tiere waren vollplastisch gearbeitet, die Körper an den Seiten im Relief. In der Art der späteren assyrischen Darstellungen haben die Löwen fünf Beine, damit sie sowohl frontal als auch seitlich betrachtet werden können. Der Erhaltungszustand ist verhältnismäßig schlecht, da die Einzelteile nie unter der Erde lagen. Dass es sich tatsächlich um ein Wasserbecken handelte, wird heute stark angezweifelt. Es ist weder ein Ab- noch ein Zufluss vorhanden und das Wasser hätte in Gefäßen aus relativ großer Entfernung herbeigeschafft werden müssen. Stattdessen wird heute vorgeschlagen, dass es den Sockel einer vor dem Tempel stehenden Kolossalstatue darstellte. Zwar ist nicht sicher, ob es sich noch am originalen Aufstellungsort befindet, aber auf Grund der Größe und des Gewichts der gefundenen Teilstücke können sie nicht allzu weit bewegt worden sein. Werkzeugspuren an den aufgefundenen Teilstücken deuten darauf hin, dass der Block in der römischen Kaiserzeit zur Zweitverwendung in mehrere Teile gespalten wurde. Im Rahmen der Grabungskampagne 2017 wurden die vorhandenen Teile restauriert und auf einem teilweise nachgearbeiteten Sockel aus Bruchsteinen und Zementmörtel wieder zusammengefügt.

### Quellgrotte
Westlich oberhalb des Südareals liegt eine kleine, ausgemauerte Grotte, die das Wasser des dahinterliegenden Quellhorizonts sammelt. Auf ihrem Sturz ist die Darstellung einer kleinen menschlichen Figur eingemeißelt. Bei der Grotte wurde 1968 in verstürzter Lage eine Stele gefunden, die die Bezeichnung BOĞAZKÖY 12 hat und sich jetzt im Museum für anatolische Zivilisationen in Ankara befindet. Die Kalksteinstele ist 0,70 Meter hoch, 0,40 Meter breit und 0,30 Meter tief. Die Schriftzeichen nennen einen – nicht namentlich genannten – König des Vasallenstaats Išuwa, der die Quelle dem Gott Nergal geweiht hat. Der Name der Quelle wird mit La/i/uraḥa angegeben.

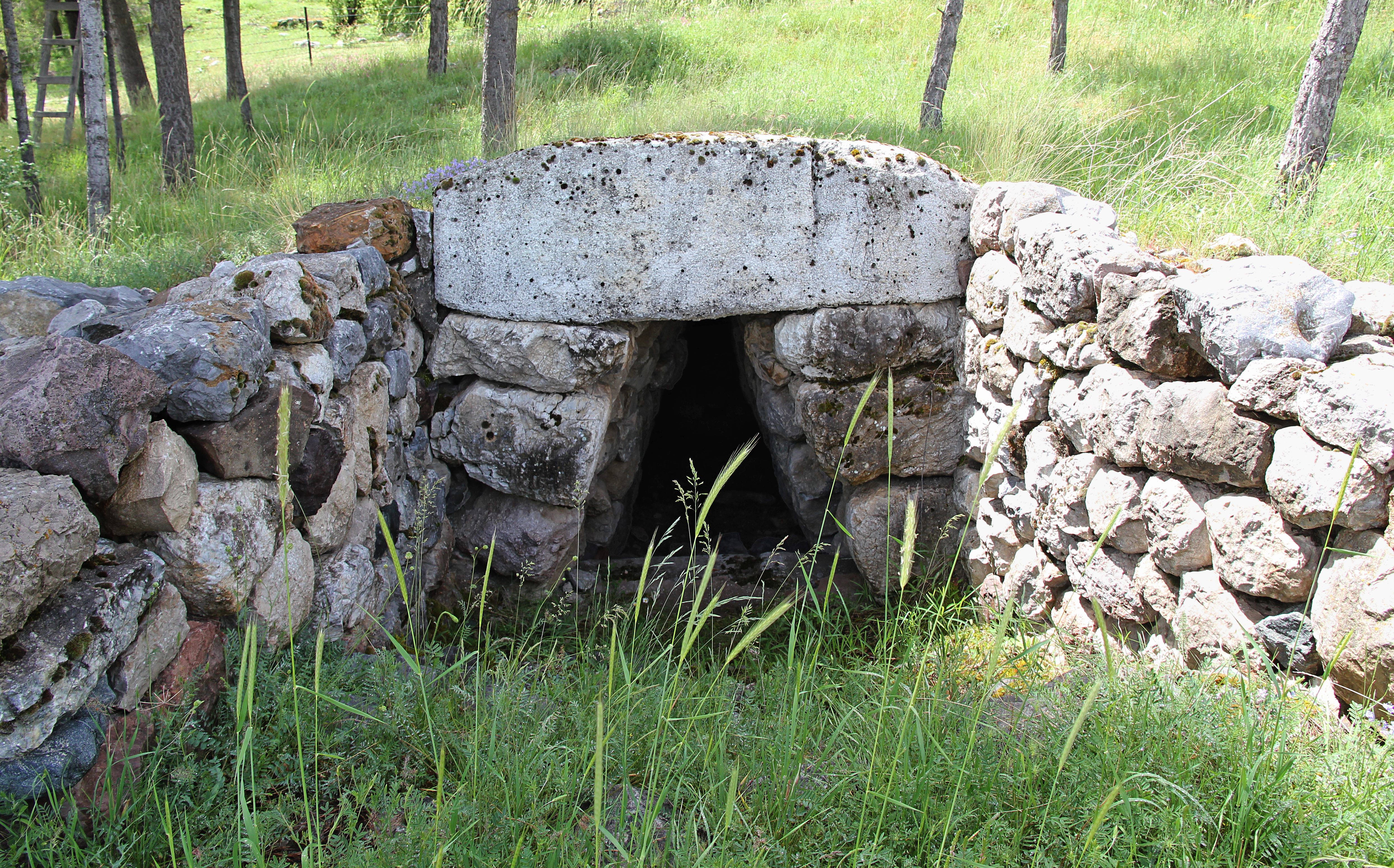
Quellgrotte
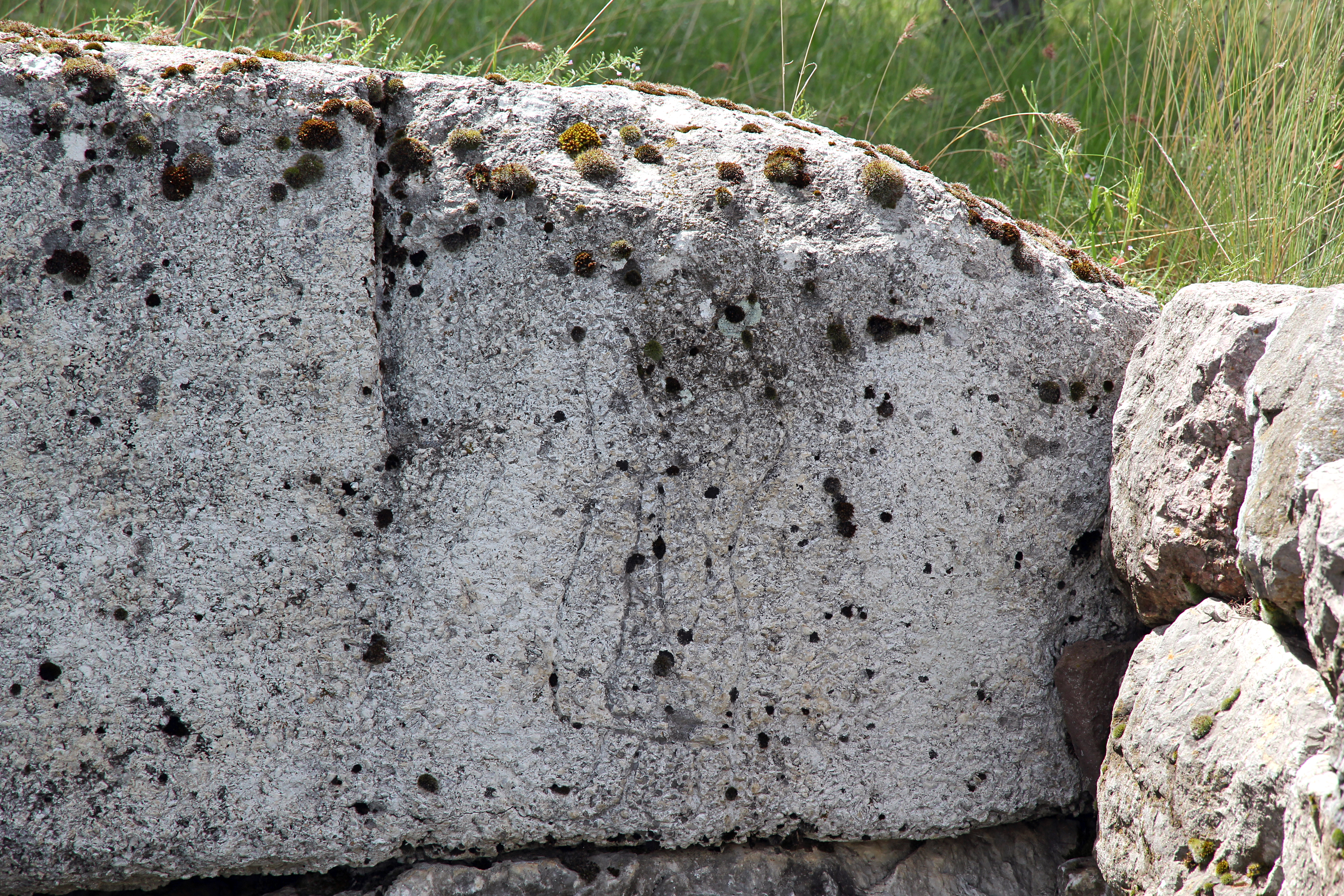
Sturz mit Figur
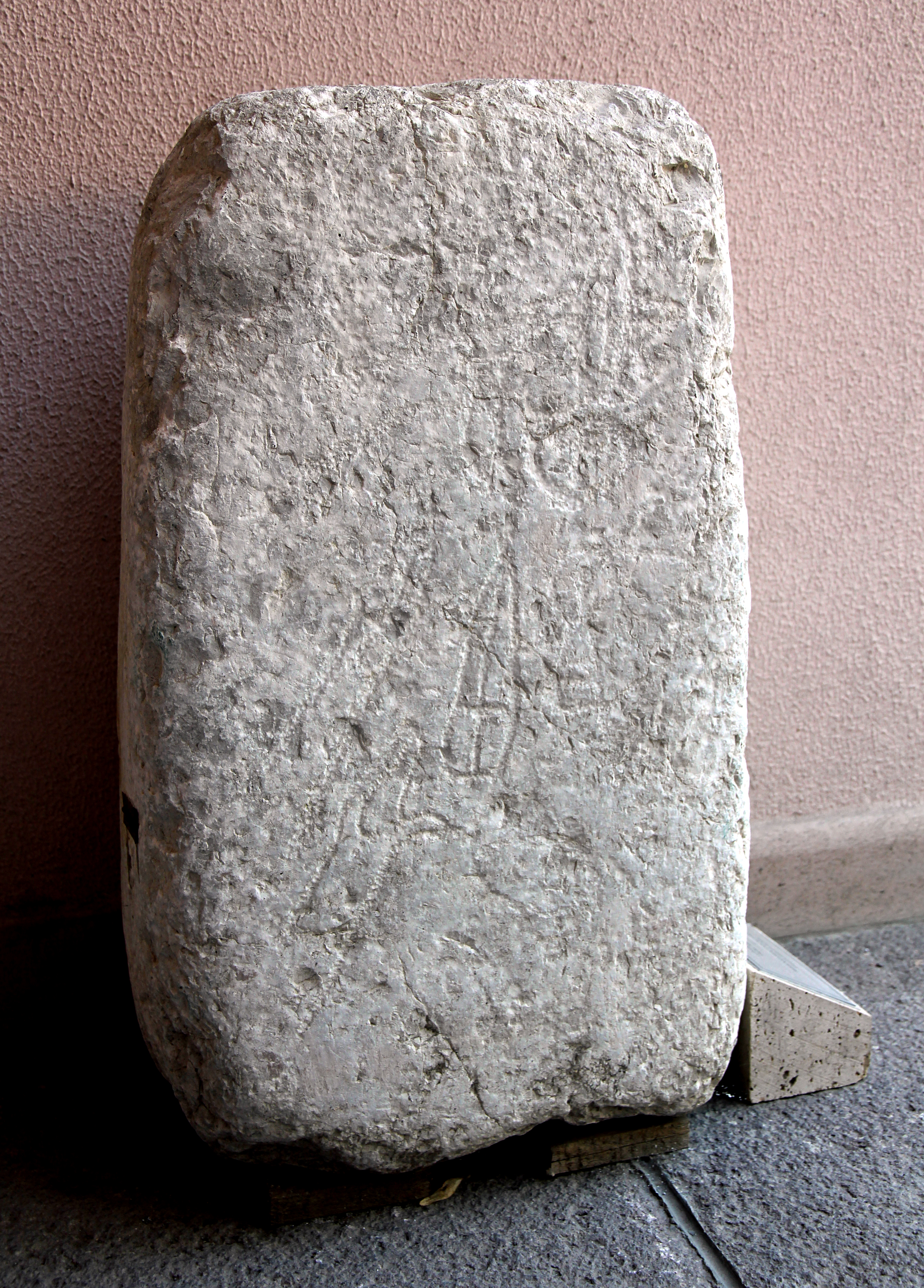
Stele BOĞAZKÖY 12

## Nachhethitische Bebauung
Im gesamten Bereich des Tempels, der Magazine und des Südareals wurden Spuren einer eisenzeitlichen Besiedlung gefunden. Sie bestand aus ein- bis zweiräumigen Häusern mit einfachen, einschaligen Wänden. In den Mauern konnten etliche Spolien aus hethitischen Bauwerken festgestellt werden, zum Teil wurden die Häuser auch direkt auf die vorhandenen Fundamente der Hethiterzeit aufgesetzt. In diesem reichlich vorhandenen Baumaterial liegt vielleicht auch der Grund für die intensive Neubebauung an dieser Stelle. Funde aus dieser Periode waren Tongefäße sowie Bronze- und Eisengerätschaften. Zu den Tongefäßen gehörte einfaches Haushaltsgeschirr wie Kleeblattkannen, bauchige Töpfe und große Kratere, darunter ein zweihenkliger Krug mit altphrygischer Bemalung aus geometrischen Mustern. Unter den Bronzefunden sind sechs Bogenfibeln zu erwähnen, von denen drei in einem bronzenen Henkelbecher geborgen wurden. Zu den Eisengegenständen gehören drei Pfeilspitzen, die in einer Wand im Tempelbezirk gefunden wurden. Sie zeugen möglicherweise von einem gewaltsamen Ende dieser Besiedlung.
Ebenfalls verteilt über das gesamte Gelände kamen insgesamt 88 Gräber unterschiedlicher Art aus hellenistischer und römischer Zeit zutage. Dazu gehören Pithosgräber, Skelettbestattungen, Steinkisten mit und ohne Steinkreis, Pithossärge, Ziegelplattengräber und eine Brandbestattung. Sie können etwa vom 3./2. Jahrhundert v. Chr. bis in das 1. Jahrhundert n. Chr. datiert werden.

## Kulthandlungen
Durch die zahlreichen Kulttexte auf Keilschrifttafeln sind viele Informationen über die Kulthandlungen bei verschiedenen Gelegenheiten bekannt. Außerdem existieren Abbildungen wie beispielsweise auf den Reliefvasen von Hüseyindede, İnandıktepe und Bitik oder auch den Steinreliefs von Alaca Höyük. Allerdings gibt der größte Teil der Texte und Bilder keinen Hinweis darauf, wo die betreffenden Kulthandlungen stattfanden. Immerhin sind der Innenhof, die Fenster und das Dach als Schauplätze von Ritualen belegt. Auch ist bekannt, dass die allerheiligsten Räume, die Adyta, nur von wenigen Priestern betreten werden durften, zu denen sicherlich der Herrscher gehörte. Die Handlungen umfassten Gesänge, Rezitationen und Anrufungen der Götter sowie Prozessionen, wobei ein Teil davon außerhalb des Tempels stattfand. Auch die Darbringung von Opfern für die Gottheiten war ein wichtiger Teil der heiligen Handlungen. Dazu gehörten die oft abgebildeten Tieropfer wie zum Beispiel von Stieren, Ziegen und Schafen, aber auch Trankopfer in Form von Libationen. In der Reliefreihe von Alaca Höyük ist ein Tempelbediensteter dargestellt, der Opfertiere zum Altar führt, auf dem Felsrelief von Fıraktın sind sowohl der Großkönig Ḫattušili III. als auch seine Gemahlin Puduḫepa zu sehen, die zum Trankopfer vor einem Altar eine Flüssigkeit in ein auf dem Boden stehendes Gefäß gießen. Auch die Opfer fanden vermutlich im Tempel ebenso wie im Freien statt. Die großen rituellen Feste wie das AN.TAḪ.ŠUM-Fest zum Neujahr im März, das Erntefest im Herbst und die monatlichen Rituale bei Vollmond waren mit Prozessionen, aber auch mit Musikanten, Tänzern und Gauklern verbunden. Letztere sind ebenfalls in Alaca Höyük abgebildet ebenso wie auf den Reliefvasen. Auf der Hüseyindedevase sieht man zum Beispiel die artistische Darbietung des Stiersprungs, aber auch Musikanten und Tänzer. Über den Ablauf der Kulthandlungen im Allerheiligsten ist naturgemäß weniger bekannt.
Die zu einheitlichen Terminen über das Jahr verteilten Festakte hatten neben der religiösen Bedeutung auch soziale und politische Funktionen. Zum einen strukturierten sie das Jahr und bildeten Mittelpunkte des gesellschaftlichen Lebens, bei denen sich jeweils große Mengen von Menschen trafen. Außerdem demonstrierte der König damit seine überlegene Stellung, zumal einige davon auch Reisefeste waren, bei denen der Herrscher, meist mit seiner Gemahlin, in festgelegter Reihenfolge verschiedene Städte des Großreichs besuchte und dort entsprechende Zeremonien abhielt.

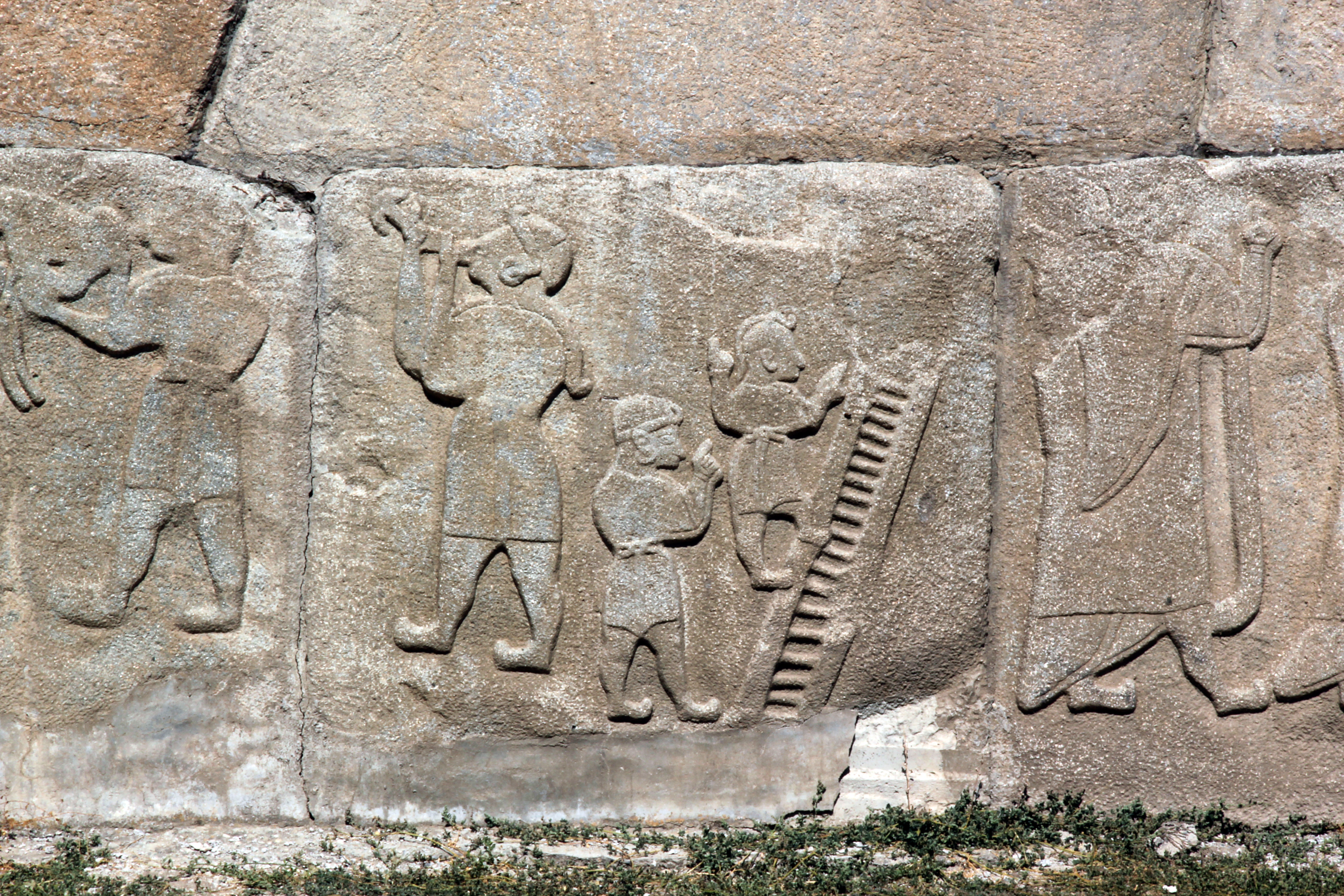
Gauklerszene von Alaca Höyük
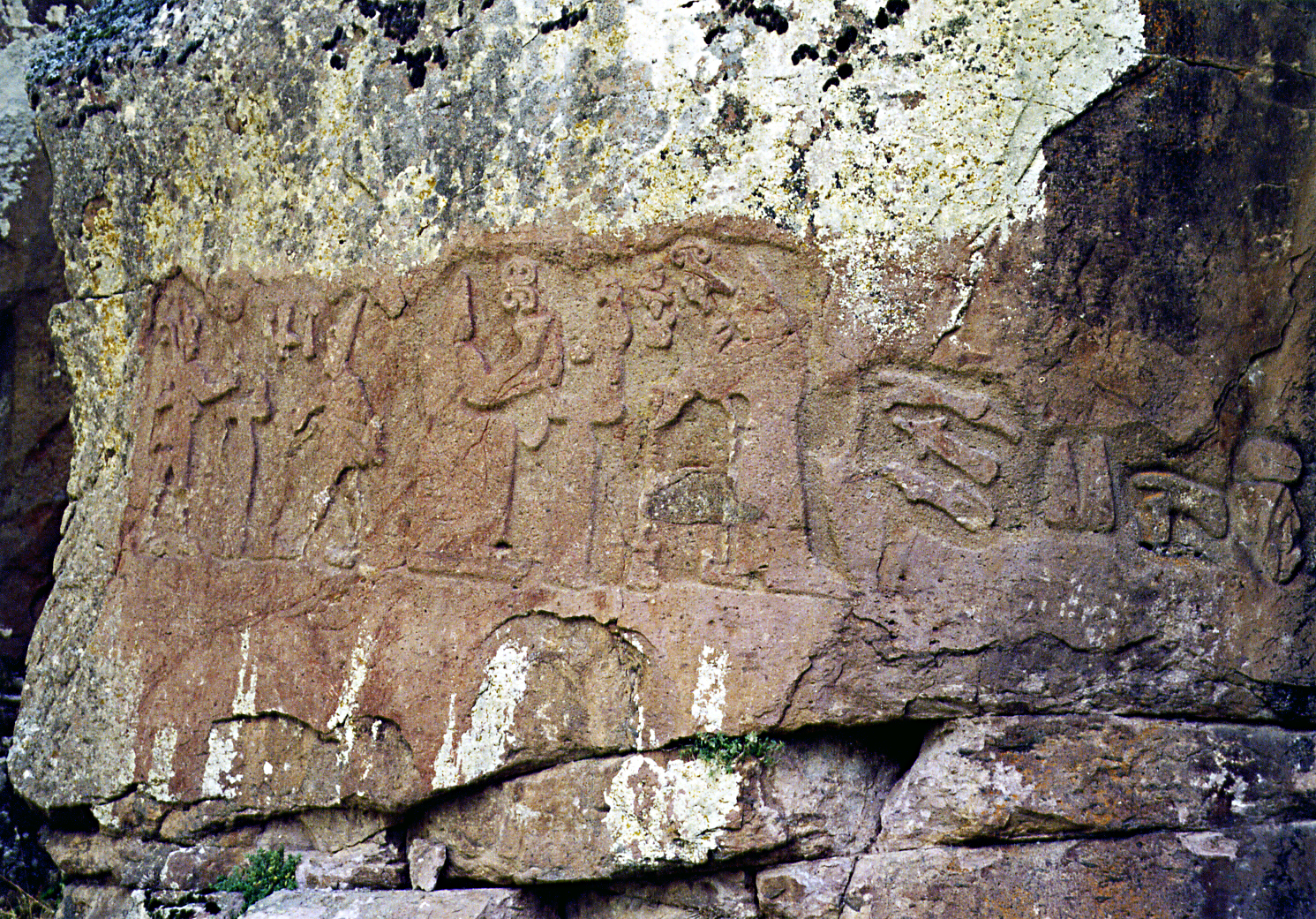
König und Königin (2. und 4. von links) beim Trankopfer, Felsrelief von Firaktin
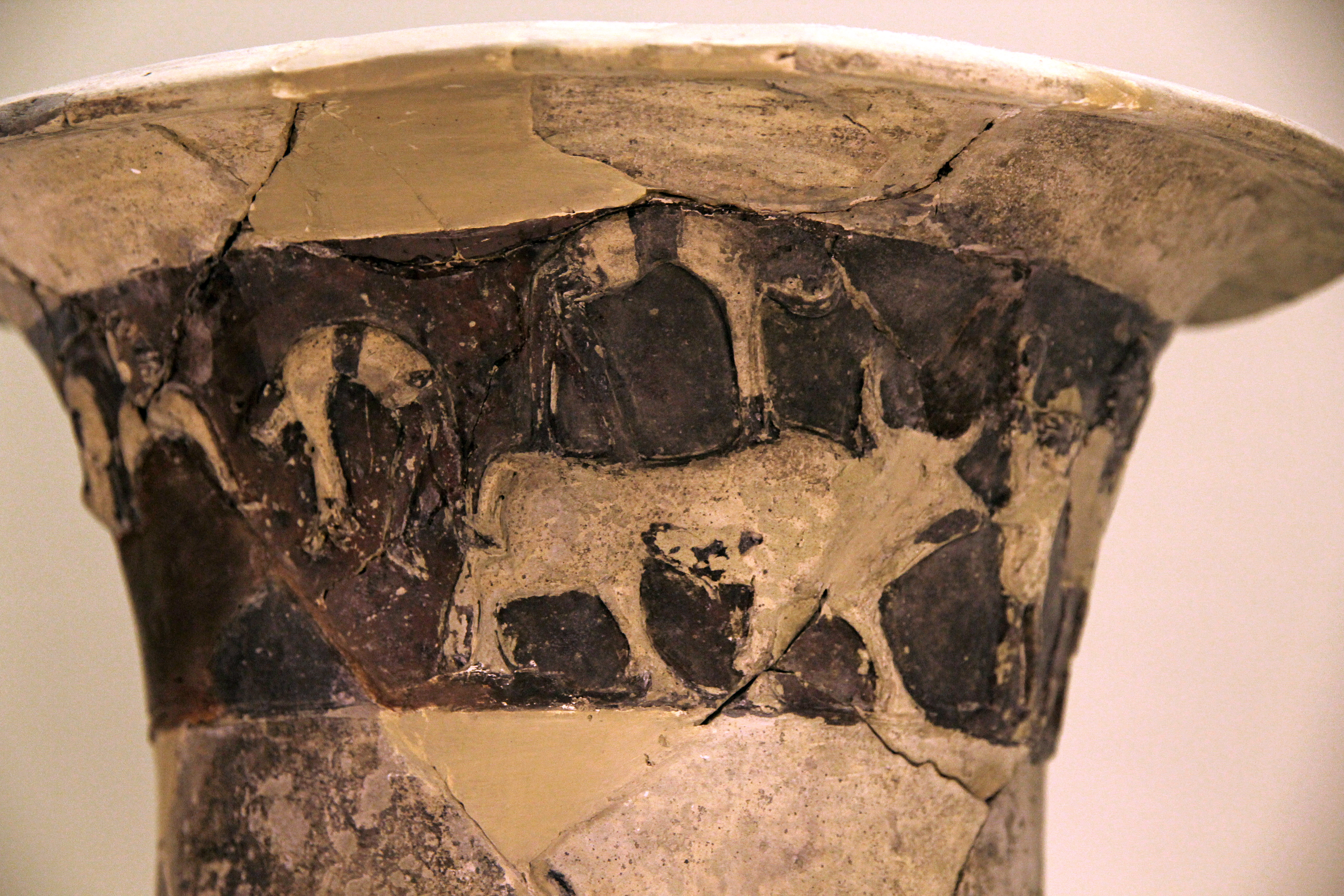
Stierspringer auf der Vase von Hüseyindede
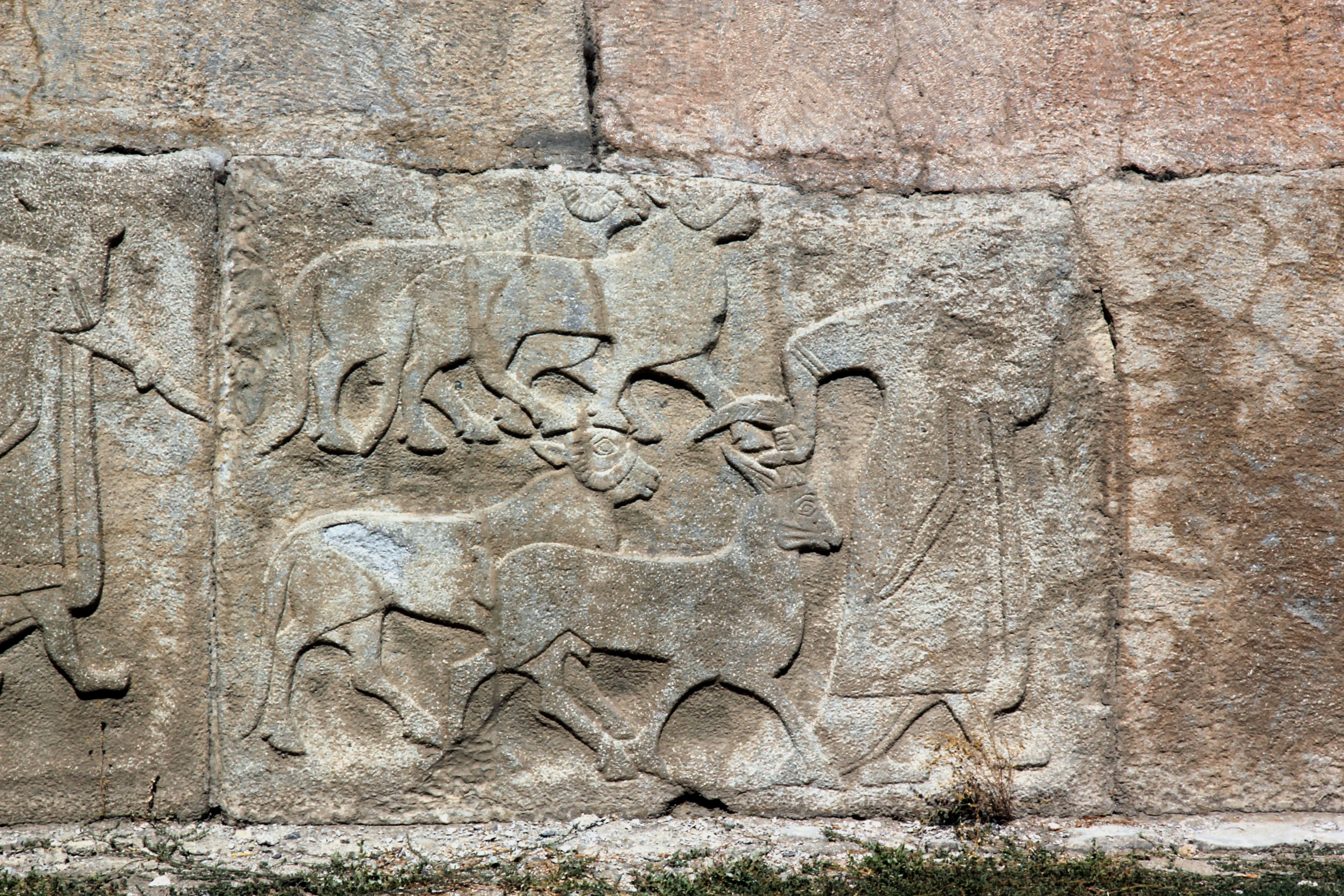
Opfertiere werden zum Altar geführt, Alaca Höyük